# Nardò
Nardò (AFI: [narˈdɔ*], Nardó nella pronuncia locale AFI: [narˈdo*]) è un comune italiano di 30 637 abitanti della provincia di Lecce in Puglia.
Dal 1952 si fregia del titolo di città. Sorge in posizione pianeggiante a sud-ovest del capoluogo provinciale e include un tratto della costa ionica del Salento.
Fu, per secoli, un importante centro bizantino; dal 1497 passò sotto il domino della famiglia ducale degli Acquaviva. Il centro storico è ricco di architettura barocca.

## Geografia fisica

### Territorio
Il comune di Nardò è posizionato nella parte nord-occidentale della provincia e occupa una superficie di 190,48 km². È posto sul versante ionico del Tavoliere salentino, al limite settentrionale delle Serre omonime, in posizione subcostiera; il suo territorio è attraversato dal Canale dell'Asso, probabile traccia di un antico corso d'acqua. La città sorge a 45 m s.l.m., mentre l'altitudine massima raggiunta nel territorio comunale è di 99 metri sul livello del mare. La parte settentrionale del territorio comunale è compresa nella Terra d'Arneo, ovvero in quella parte della penisola salentina compresa nel versante ionico fra San Pietro in Bevagna e Torre Inserraglio e che prende il nome da un antico casale, attestato in epoca normanna e poi abbandonato, localizzabile nell'entroterra a nord-ovest di Torre Lapillo.
La fascia costiera, che si estende per 22 km, comprende le località balneari di Santa Maria al Bagno, Santa Caterina e Sant'Isidoro e ospita il Parco naturale regionale Porto Selvaggio e Palude del Capitano, un'area di grande interesse storico-naturalistico la cui costa rocciosa e frastagliata è caratterizzata da pinete, macchia mediterranea e zone umide.
Confina a nord con i comuni di Porto Cesareo, Avetrana (TA), Salice Salentino e Veglie, a est con i comuni di Leverano, Copertino e Galatina, a sud con il comune di Galatone, a ovest con il mar Ionio.
- Classificazione sismica: zona 4 (sismicità molto bassa), Ordinanza PCM n. 3274 del 20/03/2003

### Clima
La stazione meteorologica di riferimento è quella di Lecce Galatina.
Il clima di Nardò è mediterraneo ma con influssi continentali. Gli inverni sono relativamente miti e umidi mentre le estati sono calde, afose e siccitose. Le precipitazioni, concentrate soprattutto nel periodo invernale e autunnale, si attestano intorno ai 522 mm di pioggia annuali.
- Classificazione climatica di Nardò:[8]
  - Zona climatica: C
  - Gradi giorno: 1 208

## Origini del nome
Il toponimo deriva etimologicamente dal termine illirico nar, che ha il significato di acqua, con probabile richiamo all'antica falda acquifera presente nel territorio; uno zampillo d'acqua è un elemento raffigurato anche nello stemma civico. Dal termine nar derivò il vocabolo greco Nerìton, il latino Neritum o Neretum fino all'attuale Nardò.

## Storia
Nardò, come tutta l'area della provincia, ha origini legate alla preistoria, perché l'intera Puglia presenta insediamenti umani sin dal periodo paleolitico. La storia di Nardò inizia nel paleolitico. Nelle grotte della Baia di Uluzzo sono state scoperti incisioni ed altri elementi di archeologia così importanti da far pensare che essi siano le prime manifestazioni di arti figurative esistenti in Europa, catalogati nel Paleolitico medio e superiore.

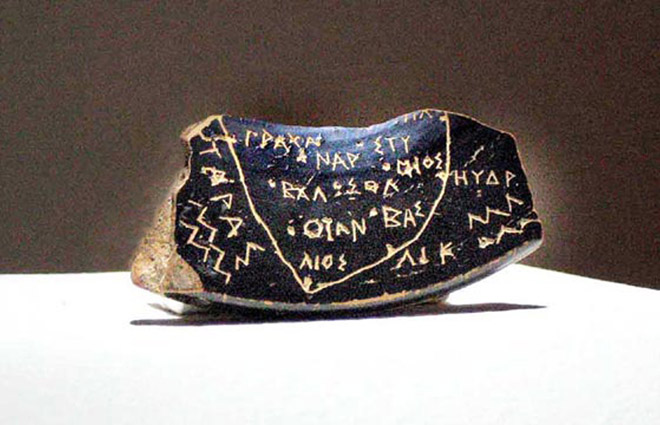
Mappa di Soleto - NAP corrisponde alla città di Nardò

La nascita di Nardò come centro abitato risale invece al VII secolo a.C. con la presenza di un insediamento messapico. Nel 269 a.C., insieme al suo porto di "Emporium Nauna" (l'attuale Santa Maria al Bagno), fu conquistata dai Romani e divenne municipium (Neritum o Neretum) dopo la guerra sociale. Alla caduta dell'Impero romano d'Occidente (476) ed in seguito alle battaglie tra Bizantini e Goti (544), fu assorbita dall'Impero bizantino (552-554) e, per un breve periodo (662-690), fu annessa al Regno longobardo. Durante i cinquecento anni di governo bizantino si incrementò la presenza dei monaci basiliani la cui influenza determinò la diffusione del rito e del culto orientale. Tra il 901 e il 924 Nardò fu attaccata e saccheggiata dai Saraceni provenienti dalla Sicilia. Nel 1055 i Normanni conquistarono la città ed ai monaci benedettini fu concesso di insediarsi al posto dei monaci basiliani nell'Abbazia di Santa Maria di Nerito.
Nella seconda metà del XIII secolo seguì la dominazione angioina che determinò la nascita e la diffusione del feudalesimo. Fu feudo dei Del Balzo e nel XV secolo fu coinvolta nelle lotte tra Aragonesi, Veneziani e Turchi. Nel 1413 l'antipapa Giovanni XXIII elevò l'abbazia neretina a sede episcopale. Dal 1497 fino al 1806, come ducato, fu feudo degli Acquaviva. In quel periodo divenne il principale centro culturale del Salento, sede di Università, di Accademie e di studi letterari e filosofici: fu definito la Nuoua Atene litterarum. Allorché la rivolta napoletana del 1647, nota come la rivolta di Masaniello, si propagò nelle provincie, «i baroni soffocarono nel sangue le ribellioni dei comuni: nel che andò famoso il conte di Conversano Acquaviva, il quale, alla rinnovata rivolta della sua Nardò, accorse con gente armata, impiccò il sindaco e molti cittadini, e perfino quattro canonici, di cui fece collocare le mozze teste sui loro stalli del Duomo, rase al suolo parecchie case, vi sparse il sale, vi pose segni d'infamia.»
Con l'abolizione del feudalesimo, la città non fu più soggetta alla tirannia della famiglia Acquaviva, che rimase però titolare di numerose proprietà. Furono eletti commissari governativi Mattia de Pandi, Antonio Tafuri e Giuseppe Bona. Nel 1810 anche a Nardò si diffuse la Carboneria con la setta della Fenice Neretina. Nel 1818 vi furono gli scontri fra i Carbonari e le truppe dei Borbone nelle campagne tra Nardò e Copertino. In seguito all'unificazione del 1861, Nicola Giulio fu il primo sindaco del Regno d'Italia.
Tra il 1943 e il 1947, l'esercito Alleato decise di ospitare nella frazione di Santa Maria al Bagno oltre centomila Ebrei scampati ai campi di sterminio nazisti e in viaggio verso il nascente Stato di Israele. Qui alcuni edifici vennero convertiti alle nuove esigenze. In una casa nella piazzetta venne ospitata la sinagoga e nella masseria Mondonuovo venne realizzato il kibbutz Elia. Tra i numerosi ospiti figuravano anche i nomi di David Ben Gurion, Moshe Dayan, e Golda Meir.
Per l'ospitalità dimostrata, il 27 gennaio 2005, il Presidente della Repubblica Carlo Azeglio Ciampi ha conferito alla città di Nardò, la Medaglia d'oro al merito civile.

### Simboli
Stemma
Lo stemma è stato riconosciuto con DPCM dell'11 novembre 1952.
Gonfalone
Il gonfalone è stato concesso con D.P.R. del 6 ottobre 1953.

## Monumenti e luoghi d'interesse

### Architetture religiose

#### Basilica cattedrale di Santa Maria Assunta

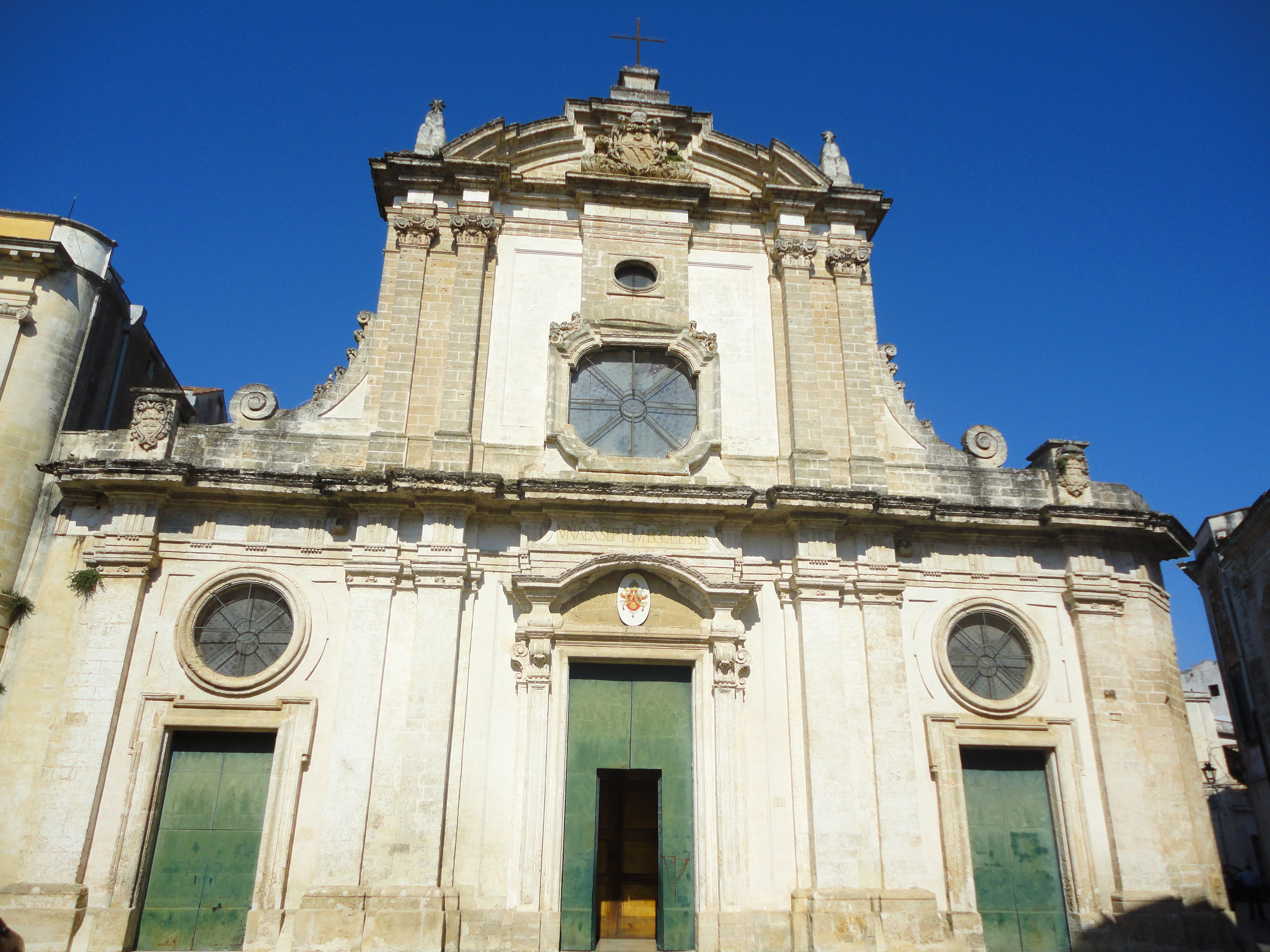
Cattedrale

La cattedrale di Santa Maria Assunta sorge sul luogo dove fu fondata l'antica chiesa basiliana di Sancta Maria de Nerito, ad opera di alcuni monaci orientali che nel VII secolo sfuggirono alle persecuzioni iconoclaste. Con la conquista normanna della città, avvenuta nel 1055, i monaci basiliani vennero lentamente sostituiti dai benedettini, ai quali furono affidati il monastero e la chiesa. Fu infatti nel 1080 che il conte normanno Goffredo fece ricostruire sui resti della preesistente chiesa basiliana, una nuova chiesa che per decisione di Papa Urbano II venne dedicata a Maria SS. Assunta. Nel corso dei secoli la chiesa ha subito diverse opere di rimaneggiamento, anche radicali, che ne hanno alterato l'originaria impostazione architettonica. Possiede un impianto basilicale a tre navate, divise da due ordini di archi a tutto sesto e a sesto acuto. Sulle pareti rimangono numerosi affreschi, tra i quali quelli di San Nicola e del Cristo in trono che benedice alla greca (XIV secolo), della Vergine col Bambino (1511), di Sant'Agostino (XV secolo) e della Madonna delle Grazie (del 1249, opera di Baiulardo).
Di notevole rilevanza è il Crocifisso ligneo del XIII secolo, detto il Cristo Nero per la particolare colorazione scura del legno di cedro. Al periodo barocco risalgono alcuni altari e il Cappellone di San Gregorio Armeno, opera di Placido Buffelli del 1680. È stata elevata a Basilica minore nel 1980.

#### Chiesa di San Domenico

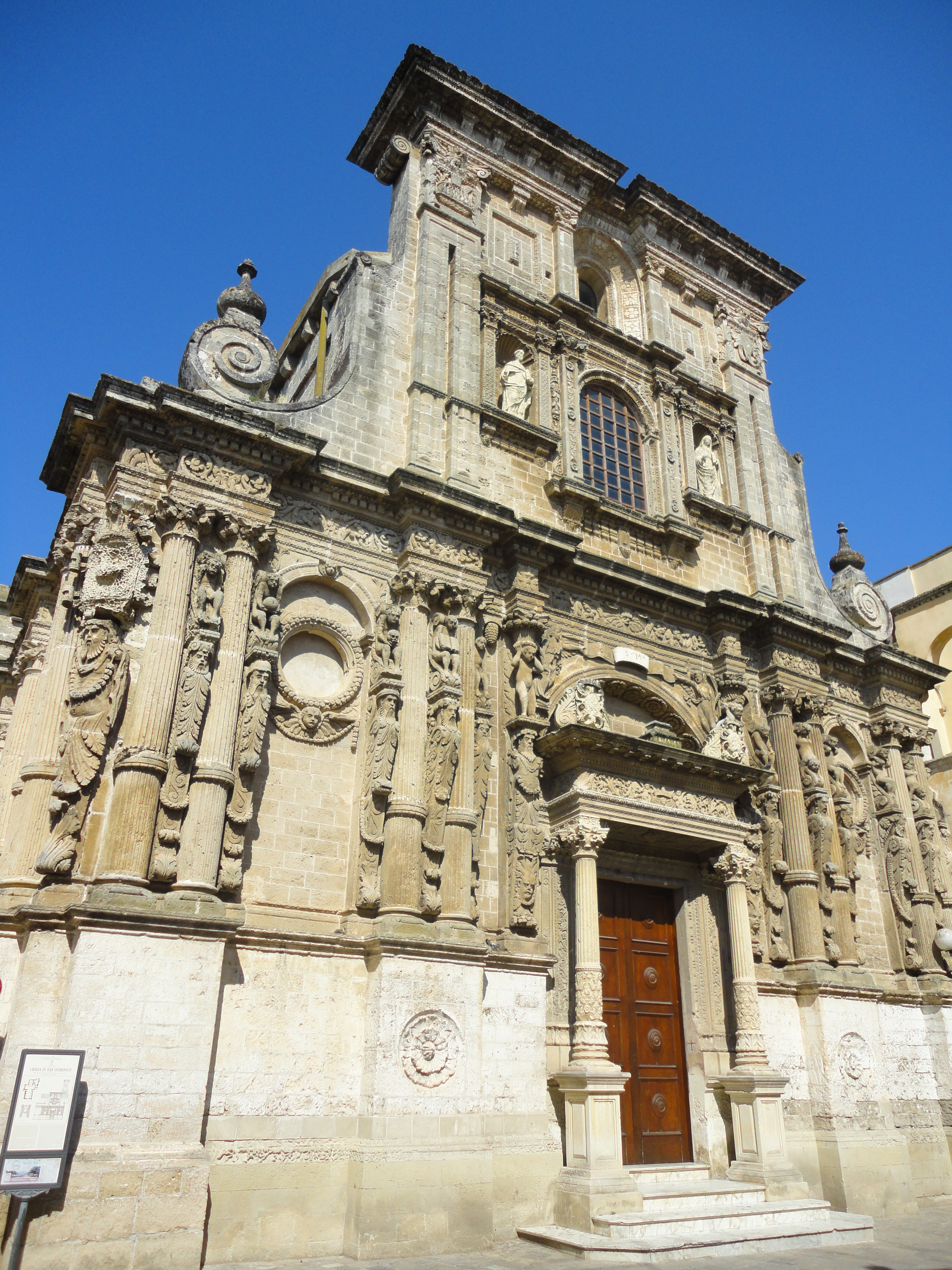
Chiesa di San Domenico

La chiesa di San Domenico, realizzata per l'ordine domenicano tra il 1580 e il 1594 da Giovanni Maria Tarantino e Gio Tommaso Riccio, fu intitolata inizialmente a Santa Maria de Raccomandatis. In origine aveva un impianto basilicale a tre navate che fu successivamente trasformato ad aula unica per meglio rispondere alle esigenze della predicazione, tipiche dell'ordine mendicante fondato da san Domenico di Guzman. In seguito al terremoto del 1743 la fabbrica fu quasi totalmente distrutta, ad eccezione della facciata, del muro laterale sinistro e di parte della sacrestia. La facciata è in carparo e fu realizzata in due momenti differenti; la parte inferiore è ricca di figure umane e cariatidi addossate le une alle altre, mentre la parte superiore presenta forme più leggere. L'interno, a croce latina con tre cappelle per lato, fu ricostruito dopo il 1743 seguendo i canoni architettonici della Controriforma. Tra i diversi altari spicca quello della Madonna del Rosario con i quindici misteri, opera del pittore neretino Antonio Donato D'Orlando. Adiacente alla chiesa è il convento dei Domenicani rimaneggiato da Ferdinando Sanfelice dopo il terremoto.

#### Chiesa dell'Immacolata

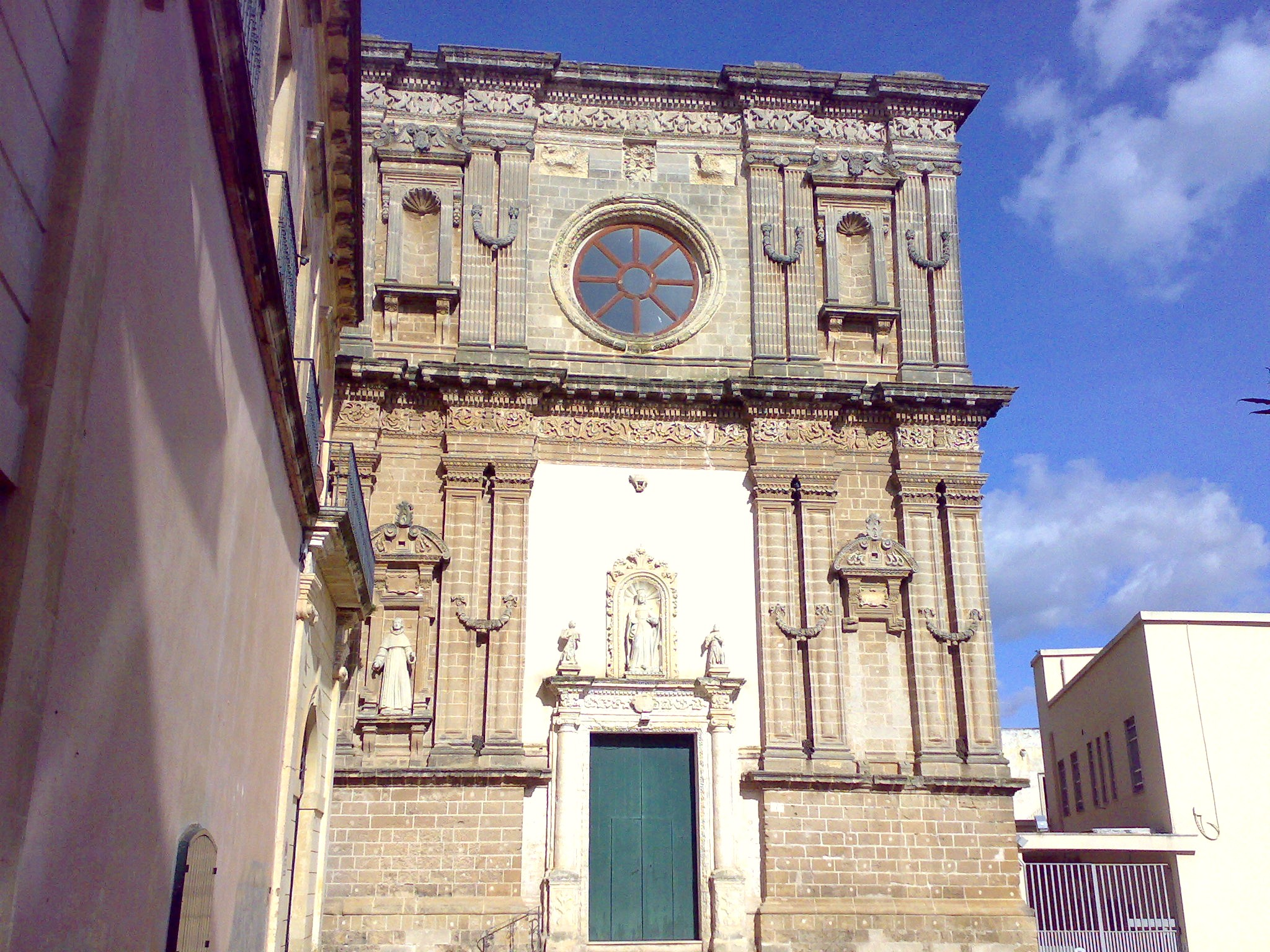
Chiesa dell'Immacolata

La chiesa dell'Immacolata fu costruita nel 1580 sui resti di un edificio medievale. Originariamente intitolata a San Francesco d'Assisi, dal 1830 fu consacrata all'Immacolata e affidata all'omonima confraternita. Presenta un elegante prospetto in carparo diviso in due ordini da un aggettante cornicione e caratterizzato da coppie di lesene con festoni che inquadrano nicchie timpanate. Il portale d'ingresso, sormontato da una nicchia con la statua in pietra leccese dell'Immacolata, è posto in asse col rosone dell'ordine superiore. L'interno, ad unica navata terminante nel presbiterio, ospita tre altari laterali in stile barocco. L'attiguo convento dei Conventuali, acquistato da privati dopo la soppressione avvenuta nel 1809, è adibito a civile abitazione.

#### Chiesa di Santa Chiara

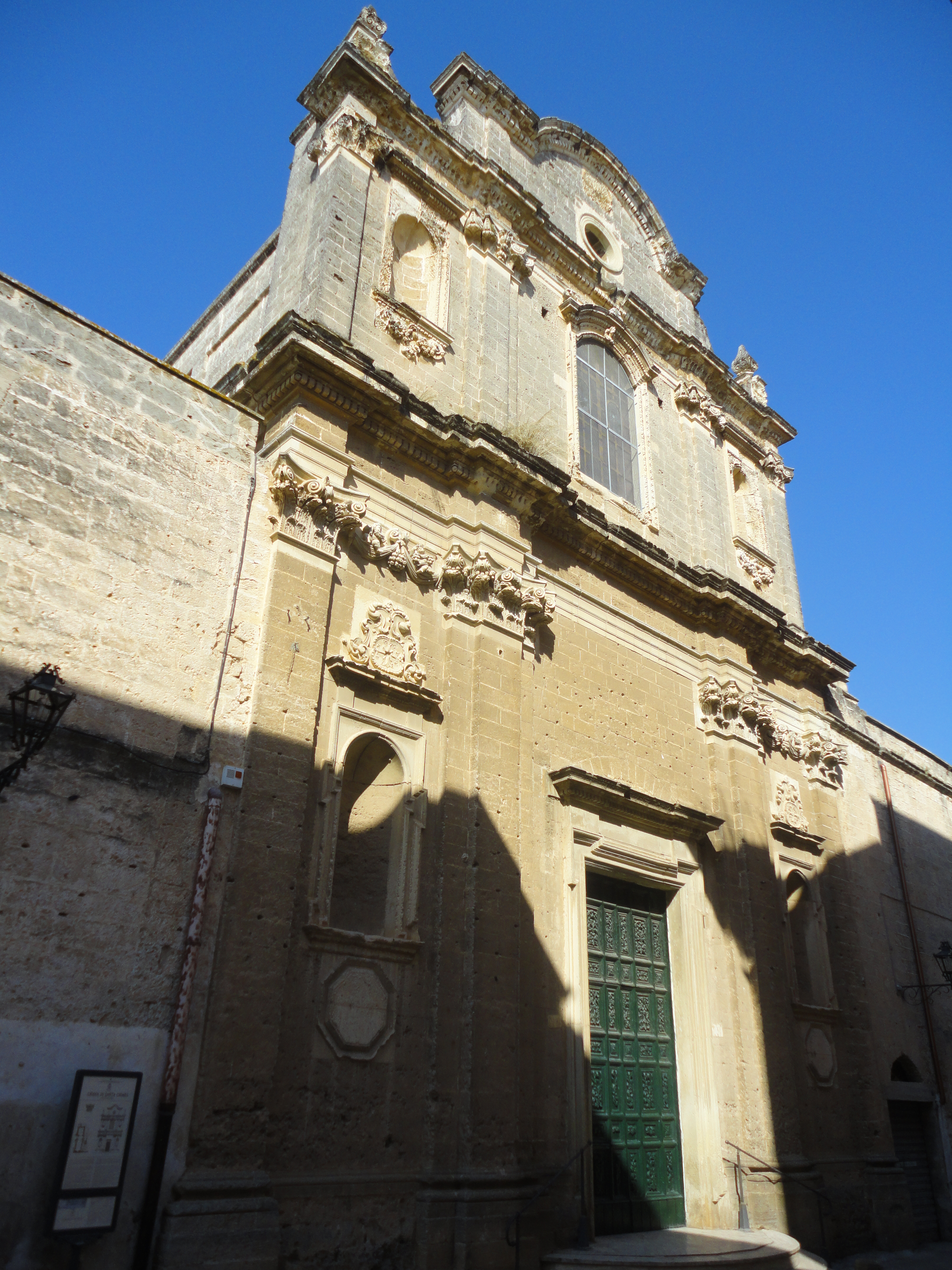
Chiesa di Santa Chiara

La chiesa di Santa Chiara è annessa al convento delle clarisse fondato nel XIII secolo. Il complesso monastico fu edificato sui resti di una preesistente fortezza, di cui sono ancora visibili motivi di merlatura. Le successive esigenze di crescita della comunità resero necessari, nel corso del XVII secolo, alcuni lavori di ampliamento, durante i quali venne inglobata, all'interno del complesso, l'attigua chiesetta di San Giovanni Battista, il cui portale è ancora visibile lungo il perimetro del monastero. Subì danni rilevanti con il terremoto del 1743. La chiesa, riedificata ex novo tra il XVII e il XVIII secolo, possiede una sobria facciata a due ordini, terminante con un frontone mistilineo. L'interno è a navata unica, con tre brevi cappelle in ciascun lato ospitanti altari barocchi. Questi sono dedicati a san Francesco d'Assisi, san Michele Arcangelo, al Crocifisso, a san Francesco Saverio, a santa Chiara, all'Immacolata e a sant'Antonio di Padova. Un grande arco trionfale introduce al presbiterio rettangolare decorato con paraste dipinte a marmi policromi.

#### Chiesa della Beata Vergine Maria del Carmelo

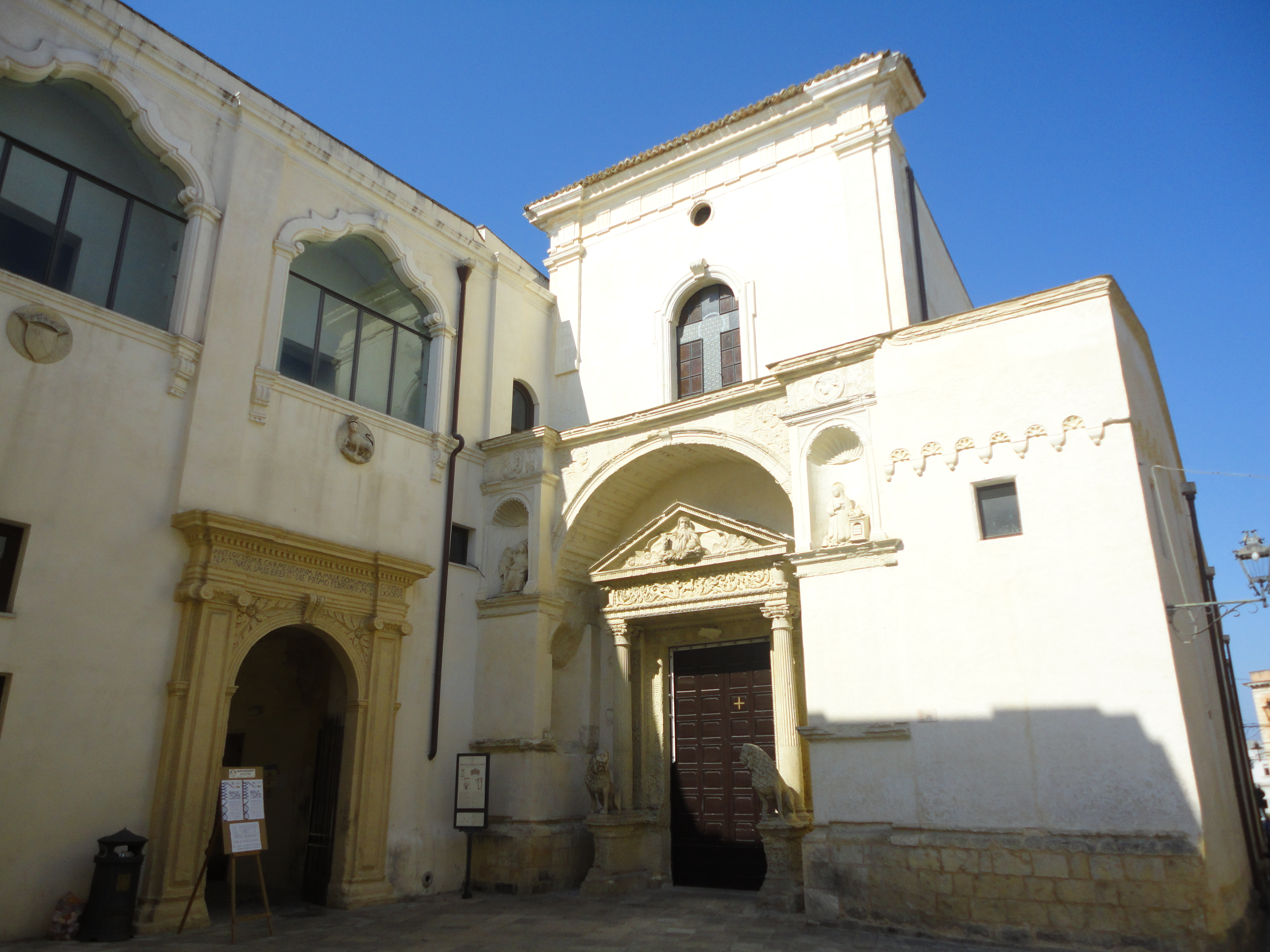
Chiesa della Beata Vergine Maria del Carmelo

La chiesa della Beata Vergine Maria del Carmelo, con l'annesso convento, rappresenta uno dei maggiori complessi monastici della città. Il documento più antico che attesta l'esistenza della chiesa, dedicata inizialmente all'Annunziata, è datato 1460. L'edificio subì varie fasi di ristrutturazione a partire dal 1532, a causa dei danneggiamenti provocati dall'assedio francese, fino al 1743, in seguito al terremoto. La facciata presenta motivi del periodo romanico. L'ordine inferiore è caratterizzato da un protiro che sovrasta il portale d'ingresso affiancato da due leoni in atteggiamento feroce. Al periodo cinquecentesco risalgono le statue dell'Angelo nunziante e della Madonna Annunziata, poste nelle nicchie, e i motivi ad archetti pensili con peduccio decorato che cingono il prospetto principale e laterale. L'interno, completamente decorato con stucchi barocchi, si sviluppa longitudinalmente, ritmato da sei arcate su pilastri e concluso da un vano presbiteriale quadrangolare che accoglie il coro. Le due navate laterali ospitano gli altari dedicati alla Trinità, alla Beata Vergine Maria del Monte Carmelo, a sant'Eligio, al Crocifisso, a santa Caterina d'Alessandria, al Sacro Cuore e all'Annunciazione.

#### Chiesa di Santa Maria della Purità

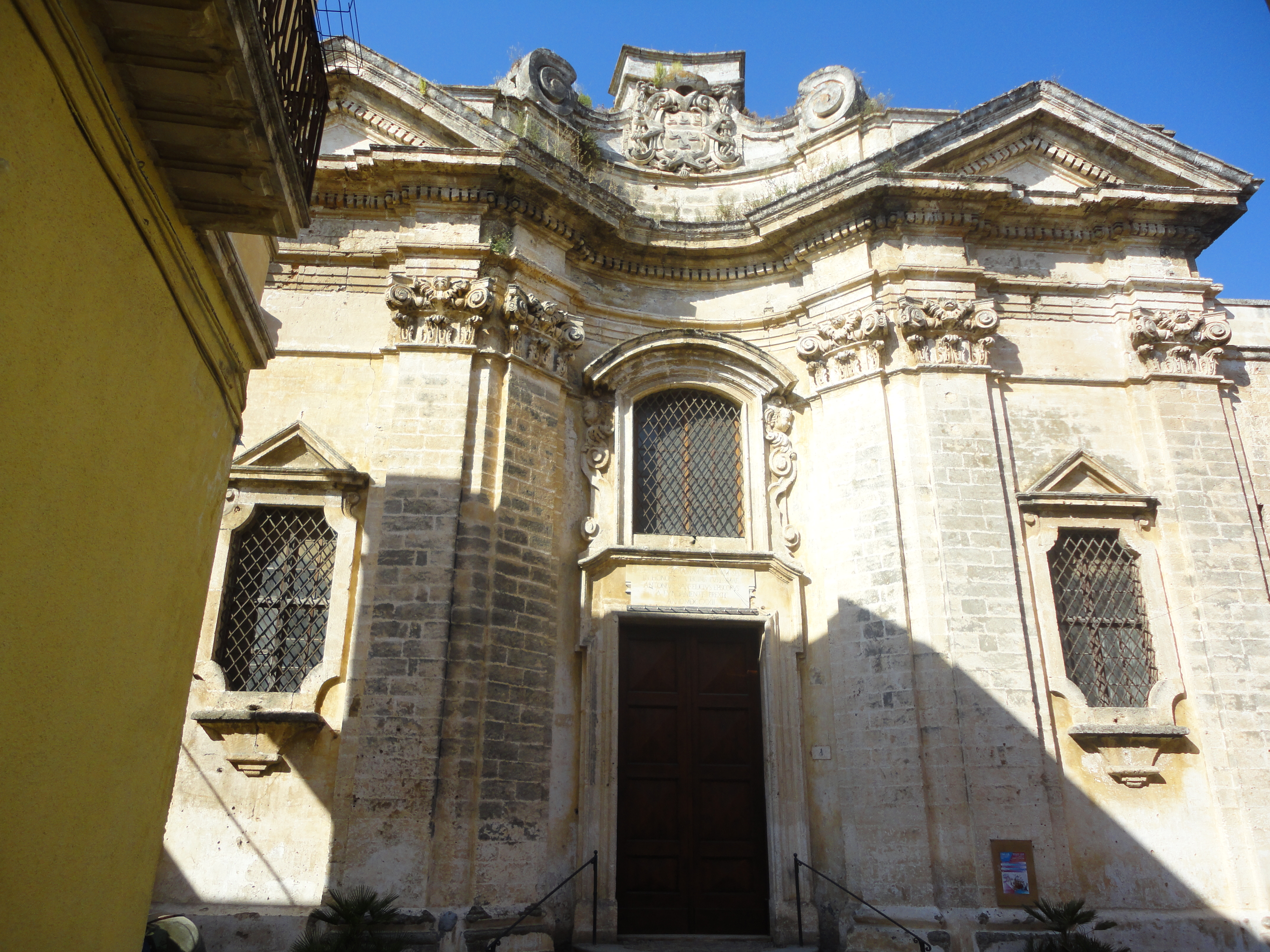
Chiesa di Santa Maria della Purità

La chiesa di Santa Maria della Purità fu edificata per volontà del nobile vescovo Antonio Sanfelice (1708-1736), unitamente all'attiguo istituto per l'educazione delle giovani fanciulle a rischio. Essa fu realizzata tra il 1710 e il 1724 secondo i disegni e i modelli dell'architetto Ferdinando Sanfelice, fratello del vescovo.
La facciata, di ispirazione borrominiana, è modulata dalla alternanza di superfici concave e convesse, enfatizzate da modanature, ed è ricca di elementi decorativi tratti dal repertorio napoletano dell'epoca. L'interno si sviluppa su una pianta a croce greca, con bracci molto corti, evidenziati da quattro paraste, che incorniciano tre cappelloni, voltati a botte e decorati con raffinati motivi a stucco; nell'intersezione della croce si eleva una grande cupola. Di particolare rilievo artistico è l'altare maggiore in marmo bianco sovrastato dalla tela raffigurante la Madonna della Purità. Ai piedi dell'altare si trova la sepoltura del vescovo Sanfelice. Nei bracci laterali trovano posto le tele di San Nicola tra santi e del Martirio di san Gennaro, opere superstiti dei distrutti altari barocchi.

#### Chiesa di Sant'Antonio da Padova

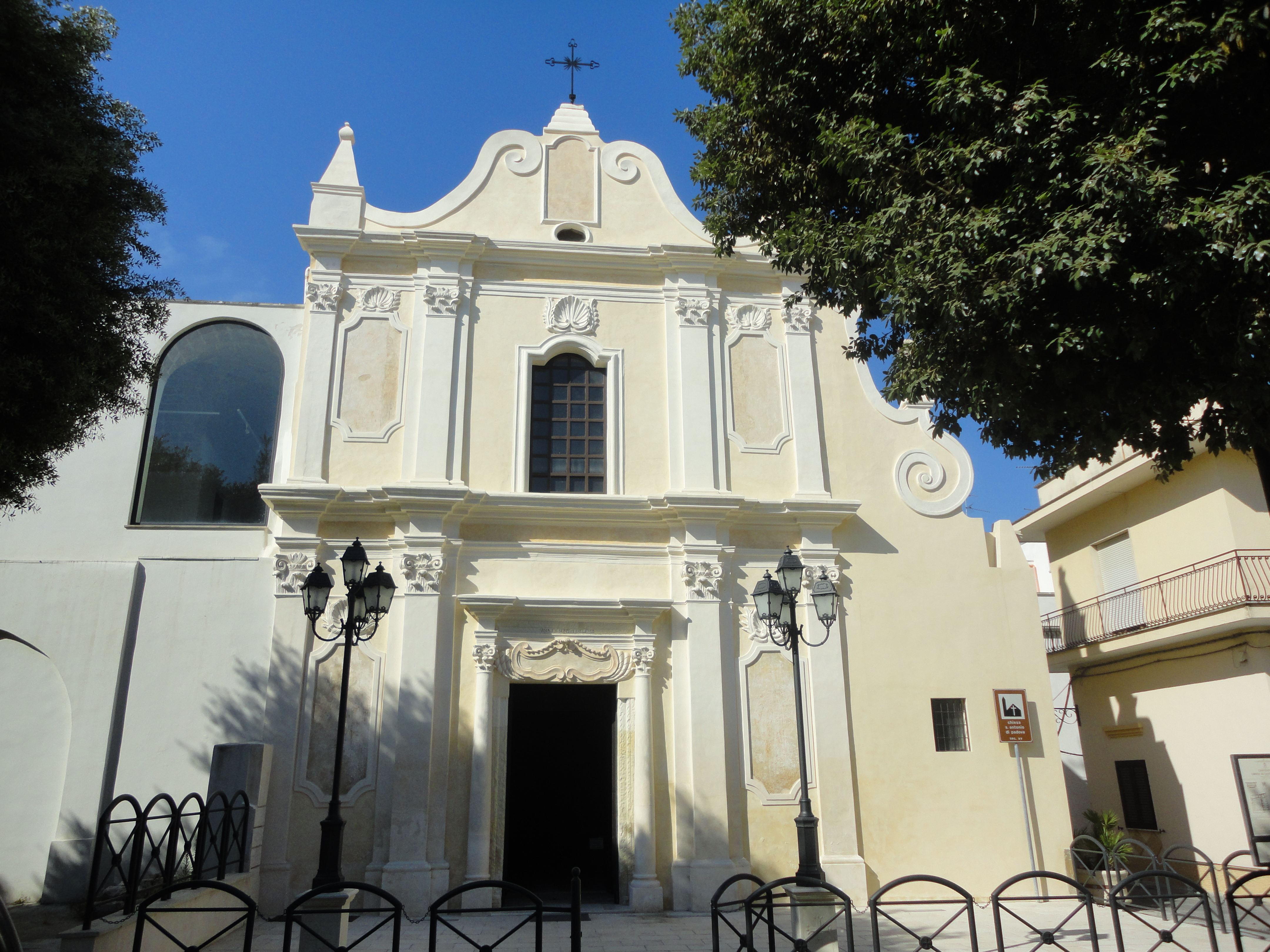
Chiesa di Sant'Antonio da Padova

La costruzione della chiesa di Sant'Antonio da Padova risale al 1497 quando, in seguito alla cacciata degli ebrei ad opera del conte Belisario Acquaviva, fu costruito il convento dei frati minori osservanti sul sito dell'antica sinagoga. La facciata conserva chiari elementi manieristici ed è suddivisa in due ordini con coronamento mistilineo. L'interno presenta una pianta basilicale ripartita in una navata centrale e da due ambienti laterali intercomunicanti, è priva del transetto e la copertura è costituita da un soffitto ligneo a cassettoni in noce. Lungo i lati della chiesa si aprono le cappelle che accolgono pregevoli altari ospitanti tele e statue cinque-seicentesche, come la statua in legno di Sant'Antonio da Padova (opera di Stefano da Putignano 1514) e il gruppo scultoreo della Crocifissione (opera del XVII secolo di scuola veneziana). Dietro l'altare maggiore è collocato il cenotafio del 1545 eretto in memoria di Belisario e Giovanni Bernardino Acquaviva. L'adiacente convento, di cui sopravvive solo il chiostro, con la soppressione dei beni ecclesiastici, nel 1866 fu trasformato dapprima in asilo e, successivamente in ospedale.

#### Chiesa di San Trifone

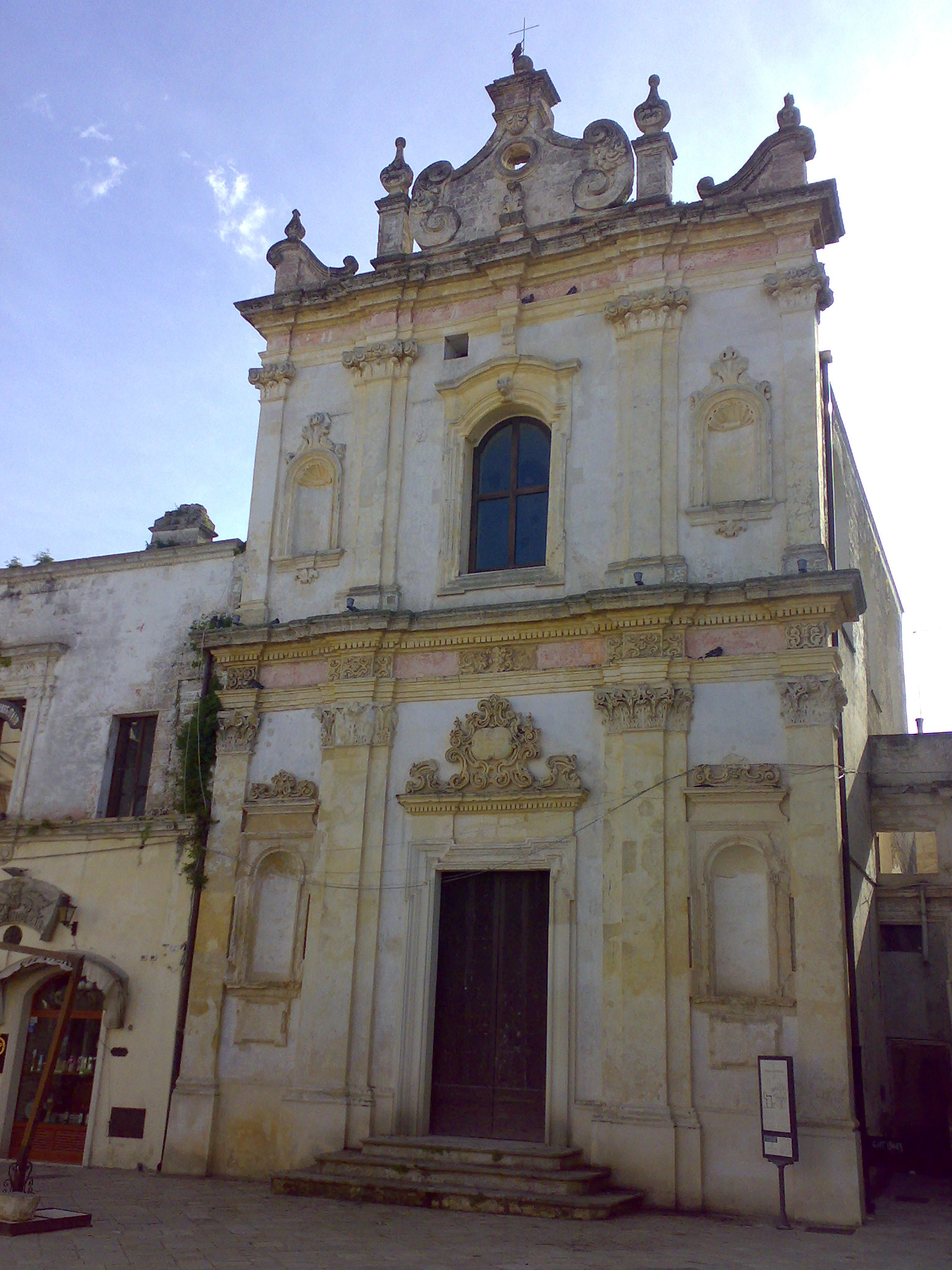
Chiesa di San Trifone

La chiesa di San Trifone fu eretta agli inizi del XVIII secolo per volontà della popolazione che devotamente si rivolse al santo per la liberazione delle campagne dalla piaga dell'invasione dei bruchi. L'edificio presenta una facciata a due ordini con paraste corinzie e nicchie. L'interno, a navata unica, è scandito da quattro pilastri a sezione rettangolare per ogni lato, sormontati da archi a tutto sesto, al centro dei quali si aprono tre finestre per parte. L'area presbiteriale ospita l'unico altare della chiesa dedicato a san Trifone martire, raffigurato nella pala del pittore napoletano Nicola Russo. Subito dopo la costruzione della chiesa, fu istituita la confraternita di San Trifone che ricevette il regio assenso di Ferdinando IV il 16 novembre 1798, e da allora officia la chiesa dedicata al martire.

#### Chiesa di San Giuseppe Patriarca

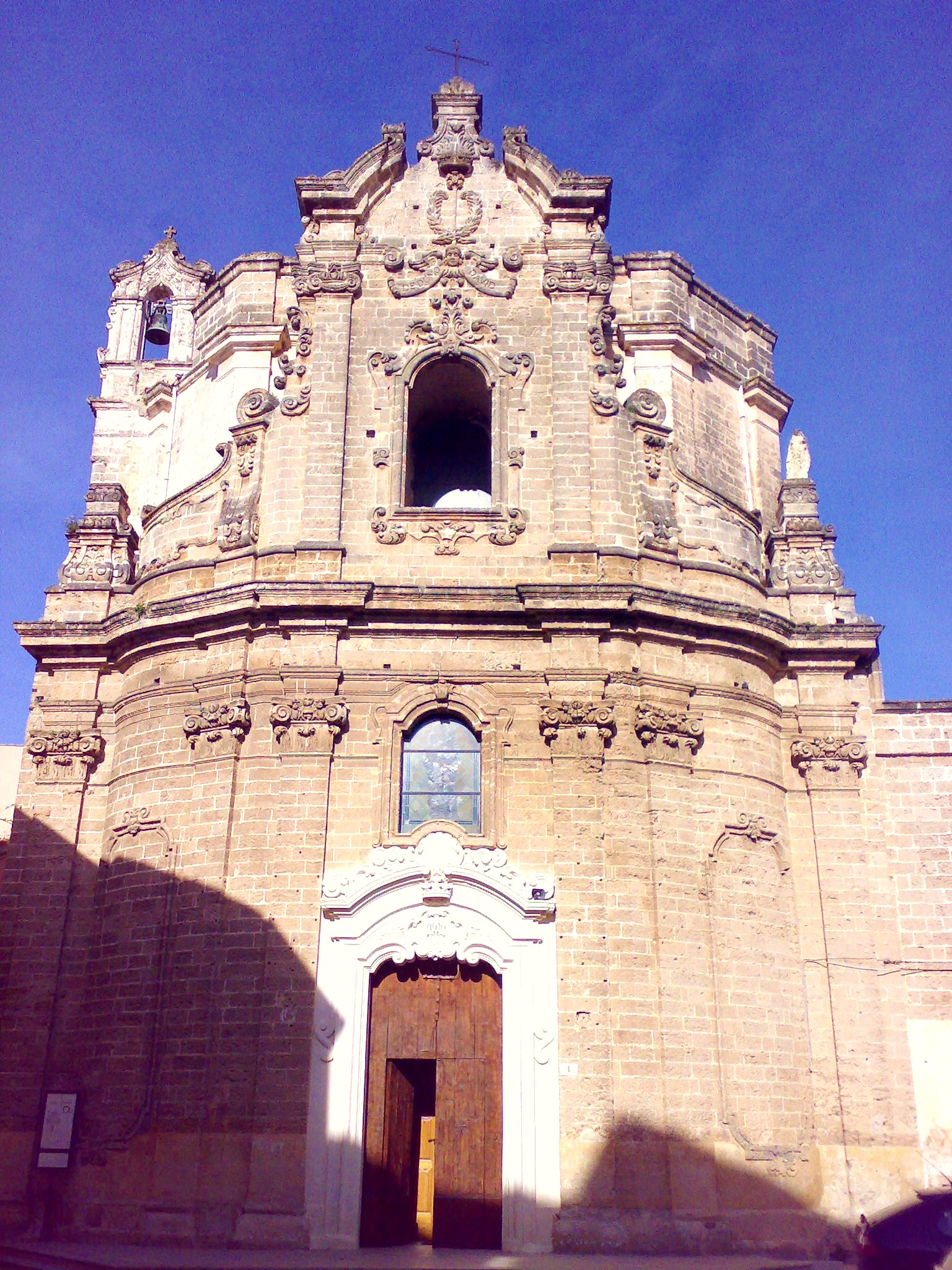
Chiesa di San Giuseppe

La chiesa di San Giuseppe Patriarca fu riedificata nel 1758 in sostituzione di una preesistente chiesa costruita tra il XVI e il XVII secolo. L'edificio risente molto dell'influsso del panorama architettonico leccese, in particolare della chiesa di San Matteo e della sua facciata a tamburo, di chiara derivazione borrominiana. Presenta una facciata composta da un grande e slanciato avamposto a semicerchio, con nel mezzo un'artistica finestra e l'iscrizione De Domo David, il motto della Confraternita di San Giuseppe: a sinistra si eleva un piccolo campanile a vela. L'interno è a pianta ottagonale con altare maggiore valorizzato dal pregevole bassorilievo, di autore ignoto, rappresentante la Fuga in Egitto; la chiesa conserva tre altari in pietra con grandi pale su tela raffiguranti san Giuseppe nel maggiore, in quello a destra sant'Apollonio, in quello di sinistra sant'Oronzo. Due altri quadri su tela, posti su colonne, raffigurano il Beato Transito e lo Sposalizio di San Giuseppe. Accanto alla chiesa vi è l'oratorio e sala riunioni della Confraternita, con un altare dedicato al SS. Crocefisso, con una croce di legno e simulacro di Gesù Crocifisso, san Giovanni Evangelista e la Maddalena ai piedi.

#### Chiesa di Santa Teresa

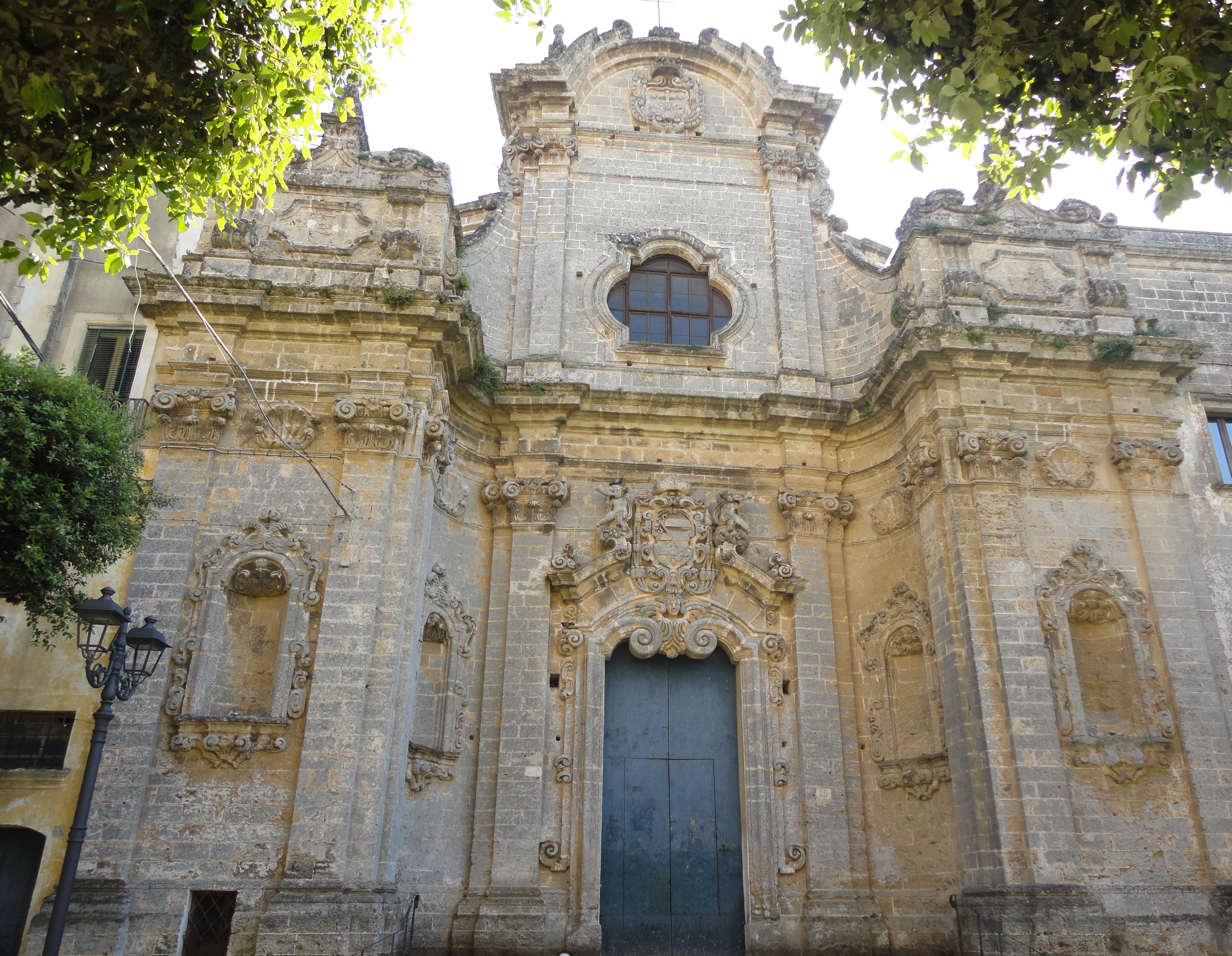
Chiesa di Santa Teresa

La chiesa di Santa Teresa, con l'annesso convento, fu innalzata nella metà del XVIII secolo. Il monastero fu edificato nel 1699 per volontà di Suor Teresa Adami di Nardò che, vestito l'abito dei Carmelitani, lo diresse per molti anni come superiora. Passati cinquant'anni dalla fondazione, le suore promossero l'erezione della chiesa dedicata a Santa Teresa di Gesù, in ricordo della loro fondatrice. La chiesa fu consacrata il 10 novembre 1769. La facciata, costruita intorno al 1750, è modulata secondo due ordini sovrapposti che si ripetono anche nelle due ali concave che contengono la scalinata. L'interno è a navata unica con cappelle incorniciate, entro le estremità concave, da paraste. Possiede una copertura con volta a crociera decorata con altorilievi a stucco. Sono presenti tre altari: quello maggiore conserva la pala raffigurante l'Estasi di santa Teresa di Vincenzo Fato; nella cappella di destra è conservata la pala raffigurante Santa Teresa e San Giuseppe, sempre di Vincenzo Fato (1760); la cappella di sinistra è dedicata a san Giovanni della Croce.

#### Cripta di Sant'Antonio Abate
Situata in aperta campagna, la cripta di Sant'Antonio Abate risale al XII secolo. Si presenta a navata unica rettangolare preceduta da un nartece scoperto. Le pareti interne accolgono una ricca decorazione pittorica di stile bizantino databile al XIII secolo ma in parte sbiadita. Le raffigurazioni presenti furono realizzate in un unico momento e dallo stesso pittore. Sono raffigurati san Francesco d'Assisi, l'Annunciazione, sant'Antonio abate, una Madonna col Bambino, la Crocifissione, un Cristo Pantocratore, san Pietro, san Nicola, san Giorgio, san Demetrio e san Giovanni Battista.

#### Madonna della Grottella
Nelle vicinanze della masseria Zanzara si trova una cavità sotterranea sulla quale si imposta una monumentale cappella di epoca cinquecentesca, nota come Madonna della Grottella; la parete di fondo dell'edificio è dipinta con un'immagine raffigurante la Vergine. La struttura è fatiscente ed in più punti le pareti laterali ed il pavimento sono rovinosamente crollati. Dalla cappella si accede alla grotta sottostante, una cavità di origine carsica con il caratteristico inghiottitoio. Gran parte di essa è ingombrata dalle macerie provenienti dal crollo delle strutture dell'abside; appare comunque evidente la presa di possesso del luogo con il riadattamento delle forme naturali alle esigenze del culto: in particolare si può notare la realizzazione di una rudimentale protesis mediante un tramezzo murario posto tra una stalattite e la parete laterale. L'asse della grotta è lo stesso della chiesa subdivo, male due absidi sono orientate secondo direzioni opposte, con quello dell'ipogeo rivolto approssimativamente ad est.

#### Altri edifici religiosi
- Chiesa dei Santi Medici Cosimo e Damiano (XV secolo)
- Chiesa della Nunziatella (~XV secolo, abbattuta nel 1500 e ricostruita nel 1611)
- Chiesa dei Cappuccini (San Francesco d'Assisi) (XVI secolo)
- Chiesa della Carità (XVI secolo)
- Chiesa delle Anime (XVI secolo)
- Chiesa di Santa Maria Incoronata con annesso convento (XVI secolo)
- Chiesa di Santa Sofia (XVI secolo)
- Chiesa di San Bartolomeo (XVII secolo)
- Chiesa di San Francesco da Paola (XVII secolo)
- Chiesa di Santa Maria della Rosa (XVII secolo)
- Chiesetta di San Lorenzo (XVII secolo)
- Chiesetta di Santa Croce (XVII secolo)
- Chiesa di San Giovanni Battista (XVII-XVIII secolo)
- Chiesetta di Santa Lucia V. e M. (XVIII secolo)
- Chiesa di San Gerardo (XX secolo).

#### Seminario Vescovile

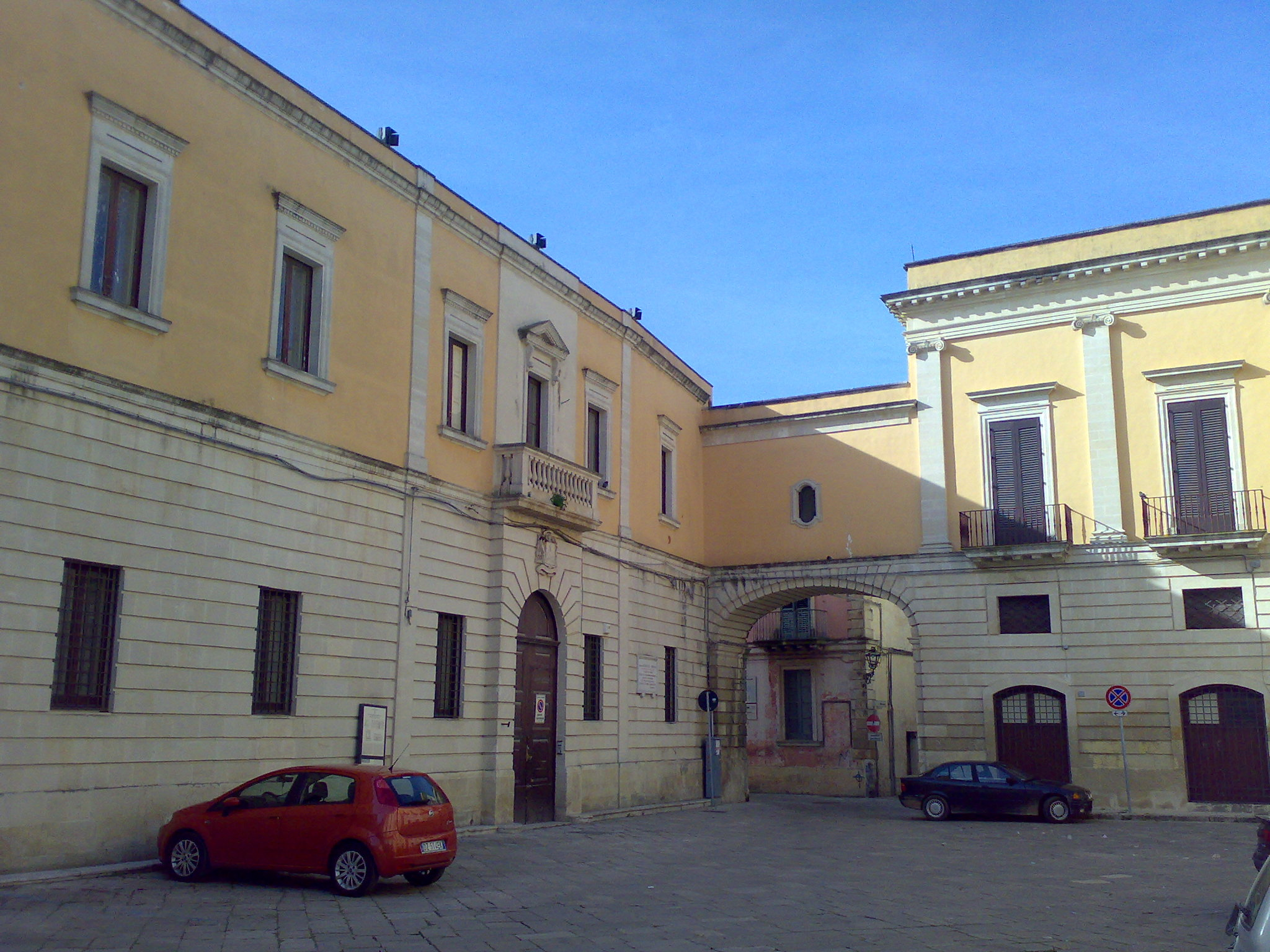
Palazzo del Seminario

Il seminario vescovile fu fatto edificare nel 1674 dal vescovo Tommaso Brancaccio sul luogo dove sorgeva l'asilo di mendicità. Pochi anni dopo, per disporre un'adeguata formazione dei chierici, il vescovo Orazio Fortunato ordinò l'ampliamento dell'edificio. Nei primi decenni del XVIII secolo furono aggiunte nuove aule. Danneggiato in seguito al terremoto del 20 febbraio 1743, il seminario fu restaurato con il vescovo Francesco Carafa (1737-1754); questi dotò il cortile interno di un piccolo portico con volte a crociera, per facilitare la comunicabilità tra i diversi ambienti, e realizzò il cavalcavia che unisce il seminario all'episcopio. Nella prima metà del secolo scorso, per opera del vescovo Francesco Minerva, la facciata principale dell'edificio fu completamente rifatta in stile neoclassico, in accordo con i principali caratteri architettonici del palazzo vescovile. La facciata è divisa orizzontalmente da due lesene: la parte inferiore è caratterizzata da un bugnato levigato, mentre, nel piano superiore la parete liscia è interrotta dall'allineamento ritmico delle finestre architravate e dalla presenza del bugnato agli angoli. Il portale d'ingresso è sormontato da un balcone con una porta finestra circoscritta da cornici e coronata da un architrave con timpano.

### Architetture civili

#### Teatro Comunale

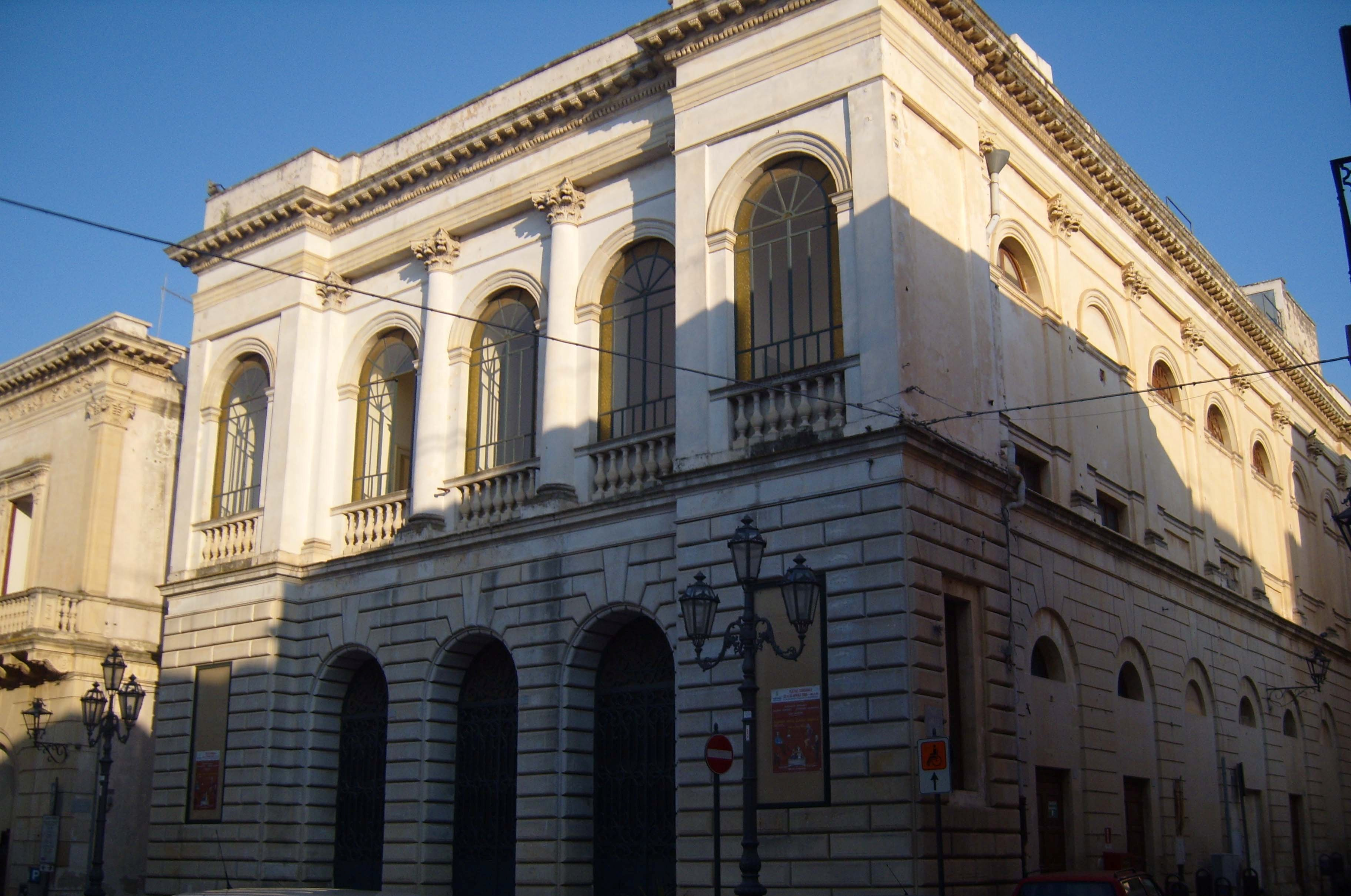
Teatro Comunale

Il Teatro Comunale di Nardò fu edificato sul finire del XIX secolo su progetto dell'ingegnere Quintino Tarantino. Fu inaugurato nel 1909 con la messa in scena dell'opera Mefistofele di Arrigo Boito. Nonostante la funzionalità della struttura non fu costante, l'attività svolta fu intensa e venne anche utilizzato come sala da musica e da ballo in quanto, grazie al sistema di carrucole progettate dal Tarantino, la platea veniva sollevata fino all'altezza del palco. Nel 2006 sono stati completati i lavori di adeguamento alle norme antincendio, che hanno visto protagonisti gruppi di progettazione e maestranze locali. La cerimonia di inaugurazione fu affidata al maestro Francesco Libetta, che coinvolse Carla Fracci, Franco Battiato, Salvatore Cordella, Gianni Calignano ed i danzatori del Balletto del Sud.

#### Sedile

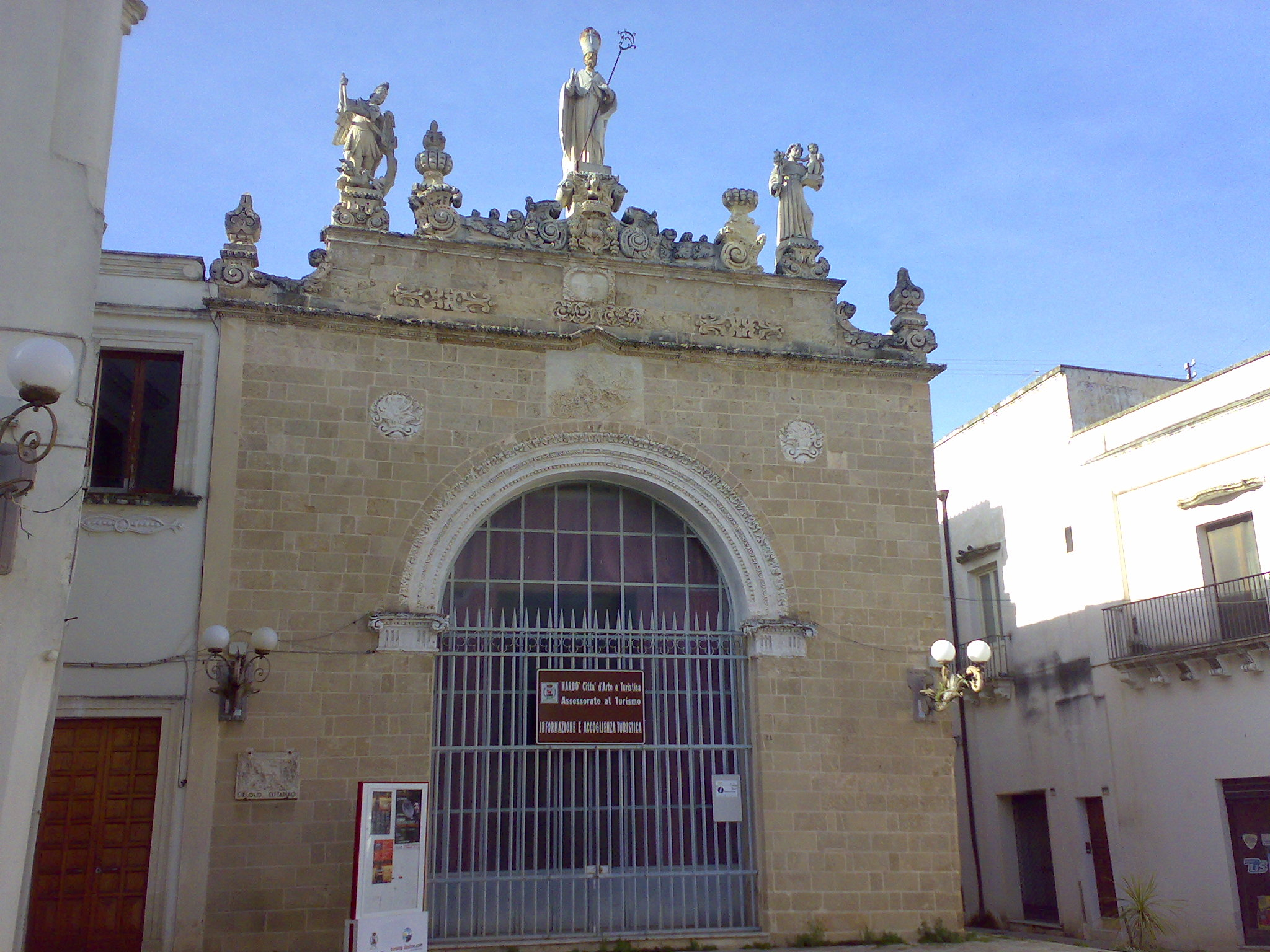
Sedile

La costruzione del Sedile è correlata alla fondazione dell'Università neretina, sorta nel periodo di ripresa socio-economica legato al casato della famiglia Acquaviva nella seconda metà del XV secolo. Di impianto rinascimentale, il sobrio volume parallelepipedo, formato da arcate a tutto sesto, fu arricchito da contaminazioni rococò (alla fine del XVII secolo) nel fastigio superiore con le statue di san Gregorio Armeno, al centro, san Michele Arcangelo e sant'Antonio da Padova ai lati. Ancora alla fine del XVII secolo, al suo interno, erano conservati i dipinti su tela dei santi protettori dell'epoca: la Vergine Incoronata con san Michele, san Gregorio Armeno e sant'Antonio da Padova.

#### Torre dell'Orologio
La Torre dell'Orologio nel Palazzo sede dell'ex Pretura in Piazza Salandra venne realizzato nel 1598, e ricostruito a seguito del terremoto.
Il meccanismo, un raro prototipo, fu realizzato dalla Ditta Caccialupi di Napoli nel 1882, tale data è incisa sia sulla macchina che sull'orologio.
Il meccanismo è posizionato alle spalle dell'orologio in una cabina, ed è formato da due meccanismi che suonano uno i quarti, e l'altro le ore. Il caricamento dell'orologio è fatto a manovella, questo fa risalire due pesi agganciati a due cavi d'acciaio. La carica effettuata quindi a mano ha la durata di 36 ore.
Questo vuol dire che ancora oggi vi è un addetto impegnato a caricare, verificare ed azionare questa costruzione storica che suona le ore ai neretini.
Per sessanta anni, tale compito è stato affidato al signor Aldo Spano che ogni giorno doveva salire 80 scalini per andare in cima alla torre e procedere a caricare a mano questo gioiello storico.

##### Palazzo dell'Università
Il Palazzo dell'Università, o di Città, risale alla fine del XVI secolo e fu edificato per ospitare le autorità civili, ossia il Sindaco dei Nobili e quello del Popolo. Costruito tra il 1588 e il 1612, venne rifatto dopo il terremoto del 1743. Il nuovo edificio, completato nel 1772, presenta un'elegante facciata in stile trado barocco ed è diviso in due ordini: l'ordine inferiore è caratterizzato da un portico sostenuto da sette colonne; quello superiore, scandito da lesene e decorato con motivi floreali e piccole mensole, ospita quattro finestre e un ampio balcone. Sul lato destro si innalza la torre dell'orologio.

Il palazzo ha ospitato gli uffici municipali fino al 1934, anno in cui furono trasferiti presso il Castello Acquaviva. Il Palazzo ha ospitato anche il Tribunale Ordinario di Lecce, Sezione distaccata di Nardò.

##### Palazzo Chiodo
Il palazzo fu edificato nel XVI secolo da Vittorio Chiodo, che fu un fedele suddito di Carlo V d'Asburgo, il quale, dopo averlo nominato cavaliere, gli permise di concedere asilo ed immunità presso il proprio palazzo. L'intera struttura subì vari rimaneggiamenti e presenta dei notevoli affreschi cinquecenteschi.

##### Palazzo De Pandi
Il palazzo fu realizzato nel XV secolo e ristrutturato alla fine del 1800. È costituito da due immobili con un arco di collegamento che li congiunge passante al disopra della strada. Si presenta chiuso a vetri sia sui due lati che sulla parte superiore. All'interno un cortile abbastanza ampio e varie stanze sono arricchite da affreschi. Nel Palazzo, vi è una cappella dedicata alla Madre del Buon Consiglio.

##### Palazzo Il Mignano
Il palazzo, appartenuto alla nobile famiglia degli Acquaviva, duchi di Nardò dal 1497 e proprietari dell'adiacente Castello, fu costruito probabilmente nel XVI secolo. Successivamente divenne proprietà del Barone Massa fino al 1861 ma con la caduta del Regno d'Italia passò nelle mani del popolo. Dopo il violento terremoto del 1743, che distrusse una buona parte di edifici neretini, il portale fu rifatto probabilmente dal “clan” dei Preite, gli stessi abili carpentieri che in quel periodo completavano la vicina chiesa di S. Giuseppe e costruivano la Guglia dell'Immacolata (1769). Il ricco ricamo del portale-balcone, intagliato nella tipica pietra locale, si presenta finemente decorato con volute e foglie intrecciate mimetizzate nella fitta ornamentazione, che travalica il portale stesso; esso costituisce un pregevole esempio di barocco salentino. È completato da una interessante soluzione di arte applicata: la rosta in legno (XVI-XVII secolo), inserita come sovraporta d'ingresso, è dotata di raggiera a ruota di carro con maschera apotropaica al centro. Nel cortile l'accesso al piano superiore è garantito da una scala “a giorno”, che diventa elemento di continuità tra lo spazio della corte e l'abitazione vera e propria. All'interno, costituito da numerosi ambienti, oggi sapientemente restaurati, è possibile osservare la struttura dei fabbricati cinquecentesche dei successivi interventi sei-settecenteschi.

##### Palazzo Personè
L'edificio ha origini sicuramente quattrocentesche, ma il suo momento di maggior splendore risale al periodo Barocco, quando divenne dimora dei nobili Massa, una delle famiglie più potenti della zona, così ricca da possedere decine di masserie in tutto il territorio pugliese.
Alla fine del '700, caduti in disgrazia i Massa, tutta l'area fu acquisita dai nobili Personè di Nardò, baroni di Ogliastro, Carpignano Salentino, Castro e Pallio. Originari del Bergamasco (pare della città di Albino), attraverso i discendenti, prima Luca e poi Alessandro e Francesco, diedero vita ad un processo di riedificazione dell'intero isolato, realizzando uno degli edifici più imponenti della città, al punto da essere chiamato il “palazzo delle 100 stanze”.
Adibita a ricettività turistica, oggi costituisce solo una parte dell'intero Palazzo Personè a S. Giuseppe, dove ancora si trovano testimonianze vive del recente passato: affreschi, pavimenti lastricati e mosaicati, pavimenti con parquet, scala di rappresentanza e quadri d'epoca, mentre al piano terra sono ancora integri una originale “scuderia” e numerosi altri locali adibiti a frantoi o depositi per le derrate alimentari e la conservazione dell'olio e del vino.

##### Palazzo Tafuri
Il palazzo fu costruito nel XVII secolo e fu ristrutturato nell'arco del tempo, infatti la facciata principale risale al 1841; all'interno era ubicata la Cappella dell'Immacolata.

##### Palazzo Vescovile
Il Palazzo Vescovile, che è ubicato accanto alla Cattedrale, fu costruito nel 1830 per volere dei Vescovi Lettieri, Ricciardi e Vetta. Lo stemma di quest'ultimo, infatti, è presente su un arco interno, dal quale si accede all'ampio giardino. All'interno del palazzo si possono ammirare numerose tele raffiguranti non solo immagini sacre, ma anche tutti i vescovi succeduti dal 1413 ad oggi.

#### Altri palazzi storici
- Palazzo Antico
- Palazzo Aprile (XVI secolo)
- Palazzo Colosso
- Palazzo De Noha
- Palazzo De Vitis
- Palazzo Dell'Abate
- Palazzo Fedele
- Palazzo Fonte (XIX secolo)
- Palazzo Formoso
- Palazzo Gaballo
- Palazzo Giannelli-Del Prete
- Palazzo Giulio
- Palazzo Manieri-Elia
- Palazzo Maritati
- Palazzo Mera

- Palazzo Perrone
- Palazzo Personè-Onorato
- Palazzo Pignataro
- Palazzo Pignatelli
- Palazzo Potenza (XVII secolo)
- Palazzo Romanello
- Palazzo Romano
- Palazzo Saetta
- Palazzo Sambiasi
- Palazzo Tarantino
- Palazzo Vergari
- Palazzo Zuccalà (XIV secolo)
- Palazzo Zuccaro.[28]

#### Masserie

##### Masseria Bellanova
Si presume che sia stata edificata per difendere le persone, il bestiame ed i prodotti agricoli da incursioni e attacchi, andando incontro nel tempo ad interventi e ristrutturazioni. L'imponente torre centrale è databile attorno al XV secolo, mentre l'attuale prospetto è costituito da un palazzo stile fiorentino.

##### Masseria Brusca
Situata a monte del Parco di Portoselvaggio, la Masseria Brusca è una delle poche sul territorio ad essere in piena attività sia agricola che di allevamento e produzione di latticini. Vanta un complesso con stalle, magazzini, laboratorio caseario. È abbellita da una deliziosa chiesetta barocca del '700 e da un giardino, protetto da un imponente muro a secco.

##### Masseria Carignano Grande
Riporta il nome dell'antico casale. Già abitata nel 1400 è una delle costruzioni rurali fortificate che meglio fa capire il gusto della classe sociale del tempo. Ogni elemento, il pozzo, i portali, le finestre e la facciata attribuiscono all'edificio uno stile proprio delle ville rustiche più che delle masserie fortificate.

##### Masseria Giudice Giorgio
L'edilizia rurale fortificata trova, in questa masseria, ampia rappresentazione. Caditoie e garitte angolari, collegati da un corridoio coperto, danno alla costruzione la struttura di un piccolo castello. La spettacolarità scenografica dell'edificio fa di esso un vero e proprio monumento architettonico del paesaggio agrario salentino. Nel 1721, la Masseria Giudice Giorgio - con i suoi 100 tormoli di terra seminatoio-macchinosa e 1045 alberi di ulivo - era di proprietà di una nobile famiglia leccese (Della Ratta). Le attestazioni storiche rilevano la costruzione già nel XIV secolo.

##### Masseria Il Console
Un parapetto appena sporgente su un elegante motivo di archetti e beccatelli ci porta a datare il nucleo originale dell'edificio al 1400. Il fabbricato si è poi arricchito ulteriormente nel 1800 con un fabbricato a due piani.
- Masseria Nucci: della masseria si nota l'elegante mole della Torre colombaia di forma cilindrica. Il complesso non è di importanza rilevante ma il suo nucleo originario (la torre a due piani leggermente scarpata) è del primo XV secolo. Nel 1699 fu ceduta da Marco D'Aprile al Monastero di S. Chiara in Nardò.

##### Masseria Rotogaleta
Il nome potrebbe derivare dall'erba denominata "calia" (cicoria di campo) che cresce in quella zona o da quello dei Rotogaleto, un tempo proprietari della masseria. I corpi di fabbrica principali sono quelli addossati sul lato sud e ovest del recinto, su quest'ultimo sono posti il portale di ingresso, una cappella ed una torre risalente probabilmente al XVI secolo. Il corpo originario è stato rimaneggiato nel tempo. I due livelli dell'edificio sono composti da vari ambienti coperti a botte.

##### Masseria Sciogli
Si compone di due torri affiancate ma di epoche diverse. La scala di servizio che sale la prima torre ne ricorda l'originario sistema difensivo costituito da un ponte levatoio e da una caditoia ancora presente. Da apprezzare la decorazione che delinea il parapetto.

##### Masseria Trappeto
Maestosa costruzione che ben rappresenta lo stile delle residenze signorili cittadine. All'edificio-torre si appoggia la scala portando l'occhio verso il delicato cordone marcapiano che delimita gli spazi sottostanti. La masseria è cinta da un'ampia muraglia con un insolito camminamento di ronde. Il portale di ingresso è sormontato dallo stemma della famiglia Massa (proprietaria attestata nel 1750) ed è lo stesso stemma rappresentato più volte nella cappella con ingresso sia dal cortile che dal piazzale antistante. A poca distanza dal nucleo centrale si trova la Torre colombaia a base quadrata con un gentile motivo decorativo di coronamento.
Tantissime altre masserie fortificate e non, sparse sul territorio comunale sono:
- Masseria Abate Cola
- Masseria Agnano
- Masseria Ascanio
- Masseria Auletta
- Masseria Carignano Piccolo
- Masseria Castelli Arene
- Masseria Cicco Gatto
- Masseria Corsari
- Masseria Corigliano
- Masseria Corte Vetere
- Masseria Donna Domenica
- Masseria Dell'Alto
- Masseria Ingegna
- Masseria La Grande
- Masseria Le Stanzie

- Masseria Le Tagliate
- Masseria Li Pagani
- Masseria Manieri D'Arneo
- Masseria Olivastro
- Masseria Pantalei
- Masseria Puzzovivo
- Masseria Santa Chiara
- Masseria Tagliate
- Masseria Torsano
- Masseria Termide
- Masseria Torre del Cardo
- Masseria Torre Mozza
- Masseria Torre Nuova
- Masseria Zanzara

#### Ville (località Cenate)

##### Villa Saetta
Costituita in gusto eclettico nel 1892 su progetto dell'architetto Carlo Luigi Arditi. La facciata, concava, è impreziosita da un belvedere a trifora; le pareti sono decorate in giallo e rosso.

##### Villa Vescovile
Sorta tra i secoli XVIII-XIX (terminata nel 1838), era la residenza estiva dei vescovi di Nardò. Presenta un prospetto dalle linee raffinate. È stata recentemente restaurata, ma come gran parte delle ville, anch'essa è stata privata degli arredi storici.

##### Villa Taverna
Risalente al XVIII secolo, sorta su preesistenze quattrocentesche, è dotata di un sontuoso portale inserito in una elegante facciata.

##### Villa del Podestà
Risalente alla fine del XIX secolo, viene completata agli inizi del 1900. Tipico stile liberty con intonaco affrescato rosa e pietra leccese. Villa estiva del sindaco (1925-1926) e poi podestà (1927 - 1940) di Nardò, ospitò famiglie ebree nell’immediato dopoguerra.

##### Villa Vaglio Massa oggi Caputo
Edificata alla fine del XIX secolo, è circondata da un vasto parco. Ha un elegante prospetto color rosso cupo, abbellito da finestre e balconi in pietra leccese.

##### Villa Cristina oggi De Benedittis
Costruita tra il 1920 e il 1930, su progetto dell'ingegnere Generoso De Maglie, è di gusto eclettico; il prospetto principale è caratterizzato da una scala con parapetto dai motivi arabeggianti e lo stemma dei primi proprietari, i baroni Personè.

##### Villa Personè
Progettata dall'ingegnere Generoso De Maglie e costruita nel 1910, ha una scalinata ad elementi decorativi in pietra leccese.

##### Villa Vetere oggi Venturi
Di gusto classicheggiante, fu ricostruita negli anni venti del XX secolo, su un progetto degli ingegneri Francesco Caroli e Ciro Castrignanò.

##### Villa di Portoselvaggio
Sorge sulle strutture medievali dell'abbazia di Santa Maria dell'Alto, successivamente trasformata in residenza padronale e appartenuta al Barone Angelo Antonio Fumarola di Porto Selvaggio. Dell'antica abbazia rimane l'annessa chiesa, rimaneggiata nel periodo barocco, decorata da un pregevole affresco di Madonna ełeusa (inizi del XIV secolo), "prezioso documento della cultura bizantina metropolitana". È quanto sopravvive della originaria decorazione pittorica.

##### Villa Tafuri
Nei pressi del parco di Portoselvaggio, è caratterizzata da una struttura sontuosa ed elegante, con elementi Liberty e neoclassici. Di recente è stata acquistata e ristrutturata.

##### Villa Del Prete
Fu costruita per la famiglia Del Prete nel 1912.

##### Villa G. Zuccaro oggi De Mitri
Risale al 1928.

##### Villa Muci oggi Fonte
Risalente al 1896, attualmente in stato di abbandono. La facciata è caratterizzata dalle colonne in stile ionico.

### Acquario del Salento
L'Acquario del Salento, sito nella frazione di Santa Maria al Bagno, è una struttura di 350 m² realizzata nell'ex scuola materna recentemente ristrutturata di via Cesare Augusto 8, a pochi metri dal Museo della Memoria e dell'Accoglienza.
L'Acquario del Salento nasce nell'ambito del progetto APREH (interdisciplinary Acquaria for the PRomotion of Environment and History) finanziato con i fondi del Programma di Cooperazione Territoriale Grecia-Italia 2007/2013 e ha visto la partecipazione, tra gli altri, di enti e istituzioni della zona quali l'Università del Salento (Leader Partner del Progetto), la Provincia di Lecce e la Municipalità di Nardò. Il progetto prevede, inoltre, la realizzazione di una struttura gemella nel comune di Cefalonia.
L'edificio è composto da:
- 22 acquari (di cui 5 destinati alla sala quarantena) in cui sono esposte le riproduzioni di alcuni relitti tuttora presenti lungo la costa, ricostruiti così come appaiono oggi, dopo una secolare convivenza con il mare e i suoi organismi
- Una sala multifunzionale che può ospitare circa 50 posti a sedere dedicata ad attività didattiche, alla proiezione di filmati o ad ospitare convegni e mostre temporanee.[30]

### Architetture militari

#### Castello Acquaviva

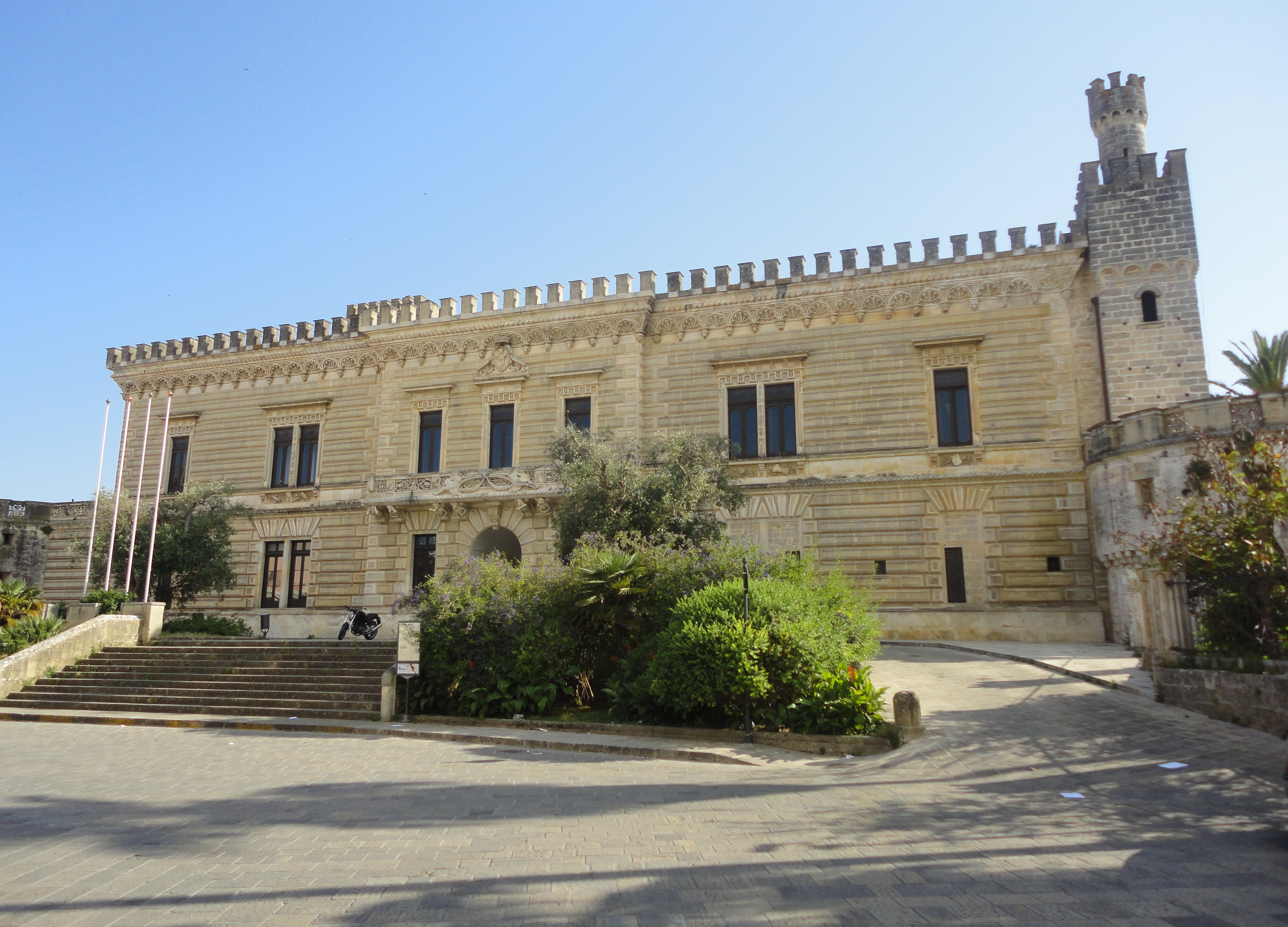
Castello Acquaviva

Le prime notizie sul castello risalgono alla seconda metà del XV secolo, quando la sua edificazione segnò il passaggio dalla dominazione angioina a quella aragonese, che in città coincise con l'affermazione della famiglia Acquaviva. La struttura fu opera dell'architetto Giulio Antonio Acquaviva, duca di Atri e allievo di Francesco di Giorgio Martini. Probabilmente l'edificio fu concepito come ampliamento di una costruzione precedente, e si caratterizzò con un impianto quadrangolare cinto da mura e circondato da un profondo fossato. Il maniero era completato agli spigoli da quattro massicci torrioni a mandorla sporgenti; uno dei quali fu poi fatto ricostruire dal Guercio di Puglia dopo la rivoluzione neretina del 1647 scoppiata in concomitanza con la rivolta popolare di Napoli guidata da Masaniello; sicuramente tutto l'edificio si sviluppava su quattro livelli in cui erano distribuite circa 49 stanze.
Il Castello perse parte della sua consistenza quando fu oggetto di un decisivo rimaneggiamento che lo portò alla trasformazione in residenza civile della famiglia Personè tra la fine del XIX secolo e gli inizi del XX secolo, su progetto dell'ingegnere Generoso De Maglie di Carpignano Salentino. Di mirabile fattura rimangono i cornicioni della parte più alta delle torri, lievemente aggettanti, che poggiano su piccoli beccatelli a mensola. Anche la facciata principale, decorata con motivo a bugnato, è frutto del rimaneggiamento ottocentesco, e caratterizza oggi l'aspetto definitivo di questo ormai nobile palazzo che ospita la sede del Municipio.

#### Torri costiere
Sul territorio di Nardò sono presenti numerose torri costiere: 
- Torre del Fiume di Galatena
- Torre Santa Caterina
- Torre dell'Alto
- Torre Uluzzo o Crustano
- Torre Inserraglio o Critò
- Torre Sant'Isidoro
- Torre Squillace

### Altro

#### Piazza Salandra

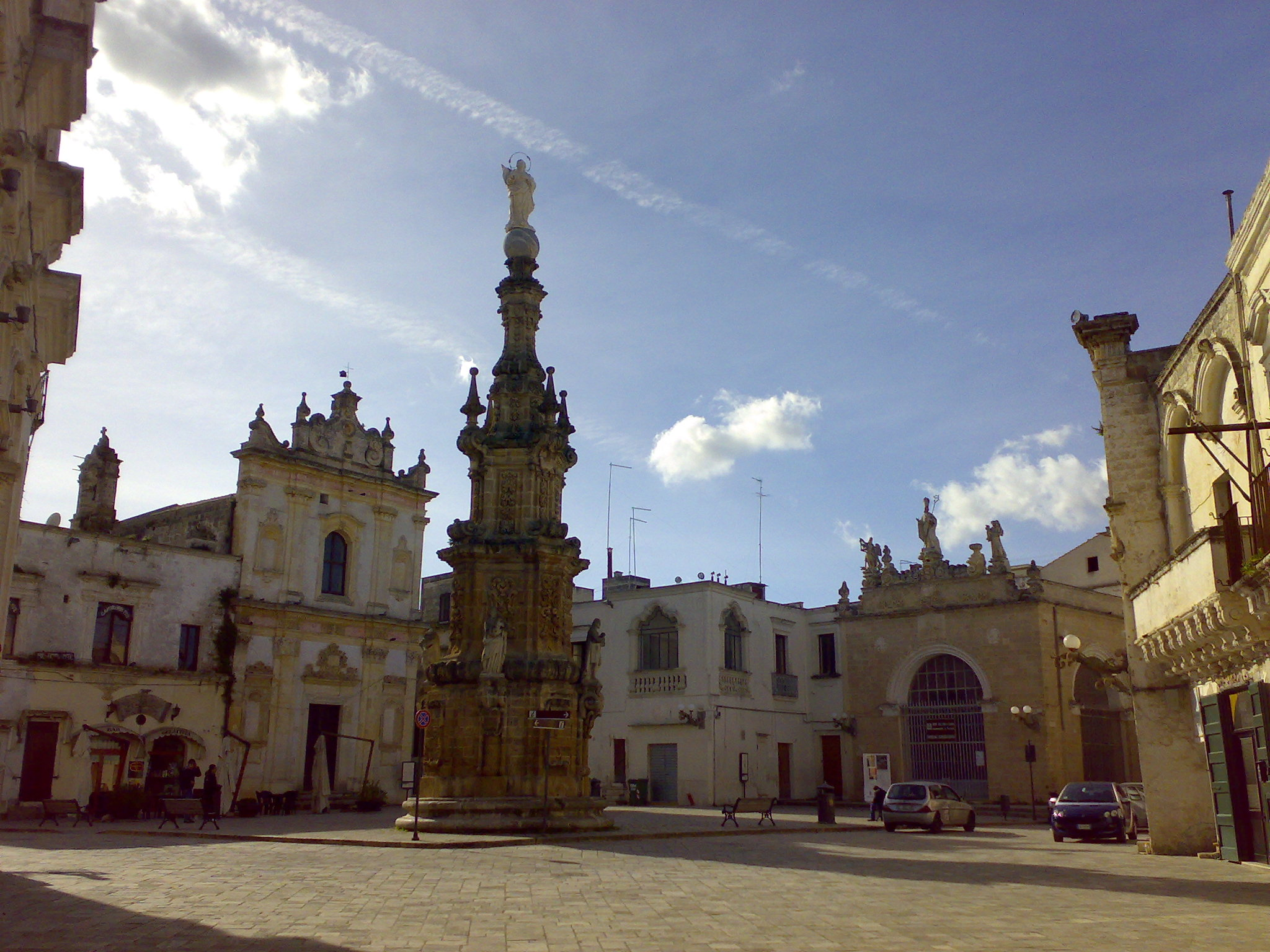
Piazza Salandra

Piazza Salandra è stata sempre il cuore pulsante della città neretina, centro della vita religiosa e amministrativa sin dai suoi arbori. Detta in origine "Piazza delle Legne" e successivamente conosciuta come "Piazza Municipale", risale al XIV secolo.
Collegata da via Duomo a Piazza Pio IX, vicina all'antico teatro comunale, alle Chiese dell'Immacolata e di S. Giuseppe, l'"agorà" è resa ancora più importante dalla presenza di numerosi monumenti di una certa rilevanza storica e architettonica. Tali sono la Guglia dell'Immacolata, il Sedile, La Chiesa di San Trifone, il vecchio Palazzo dell'Università, la Chiesa di San Domenico e la Fontana del Toro.

#### Guglia dell'Immacolata

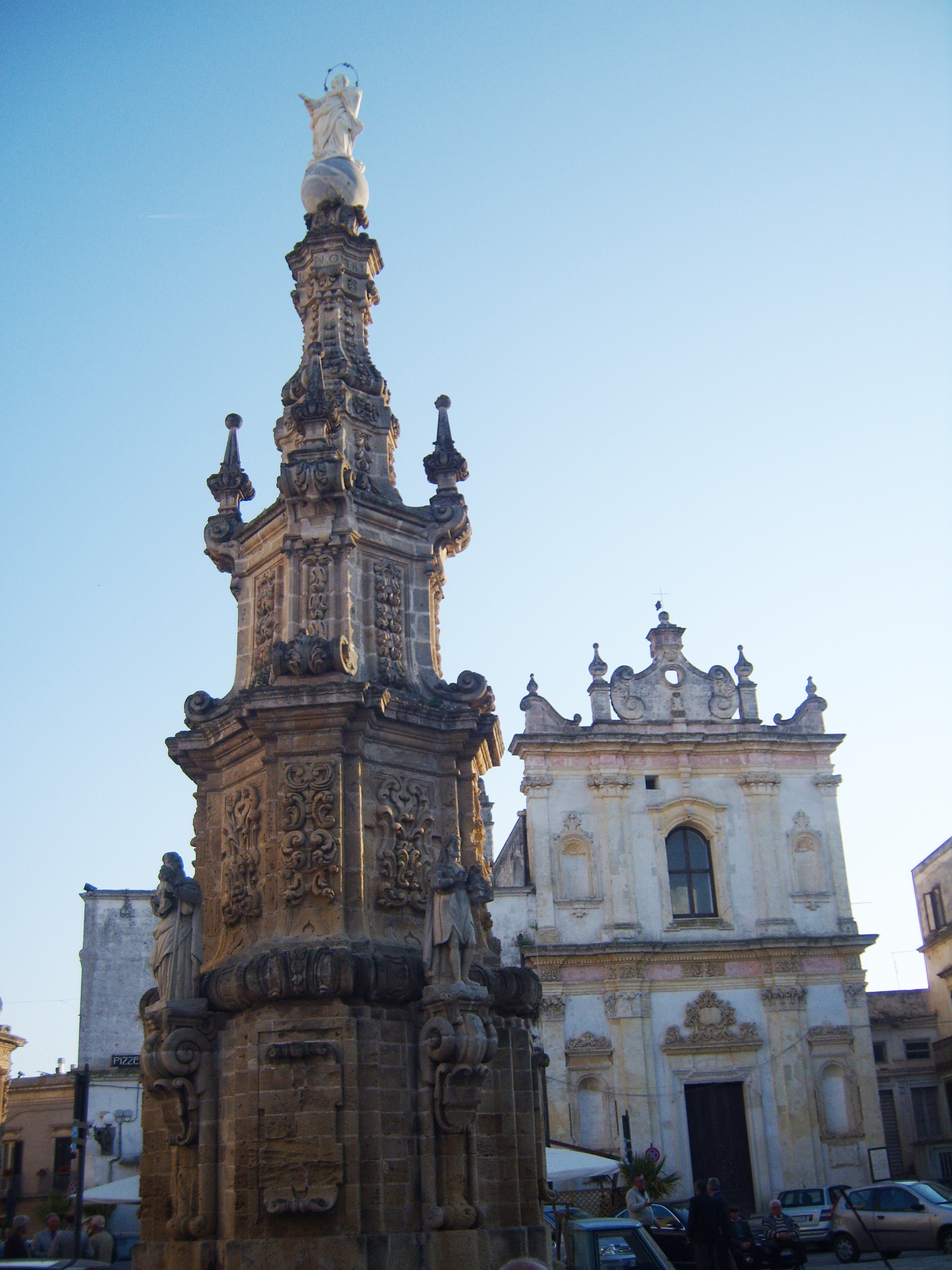
Guglia dell'Immacolata

La Guglia dell'Immacolata, realizzata per forte volontà di tutta la popolazione neretina a seguito del funesto terremoto che sconvolse tutto il Salento nel 1743, fu inaugurata nel 1769. Alta 19 metri, secondo lo stile del barocco pugliese, di forma piramidale a pianta ottagonale, la costruzione in carparo è costituita da cinque differenti sezioni di grandezza crescente dal basso verso l'alto e presenta alla base le statue di San Giuseppe, Santa Anna, San Gioacchino e San Giovanni Battista.
Una serie di fregi, decorazioni e cuspidi accompagnano il monumento sino alla sua estremità dove si erge la statua di Maria Immacolata

#### Fontana del Toro

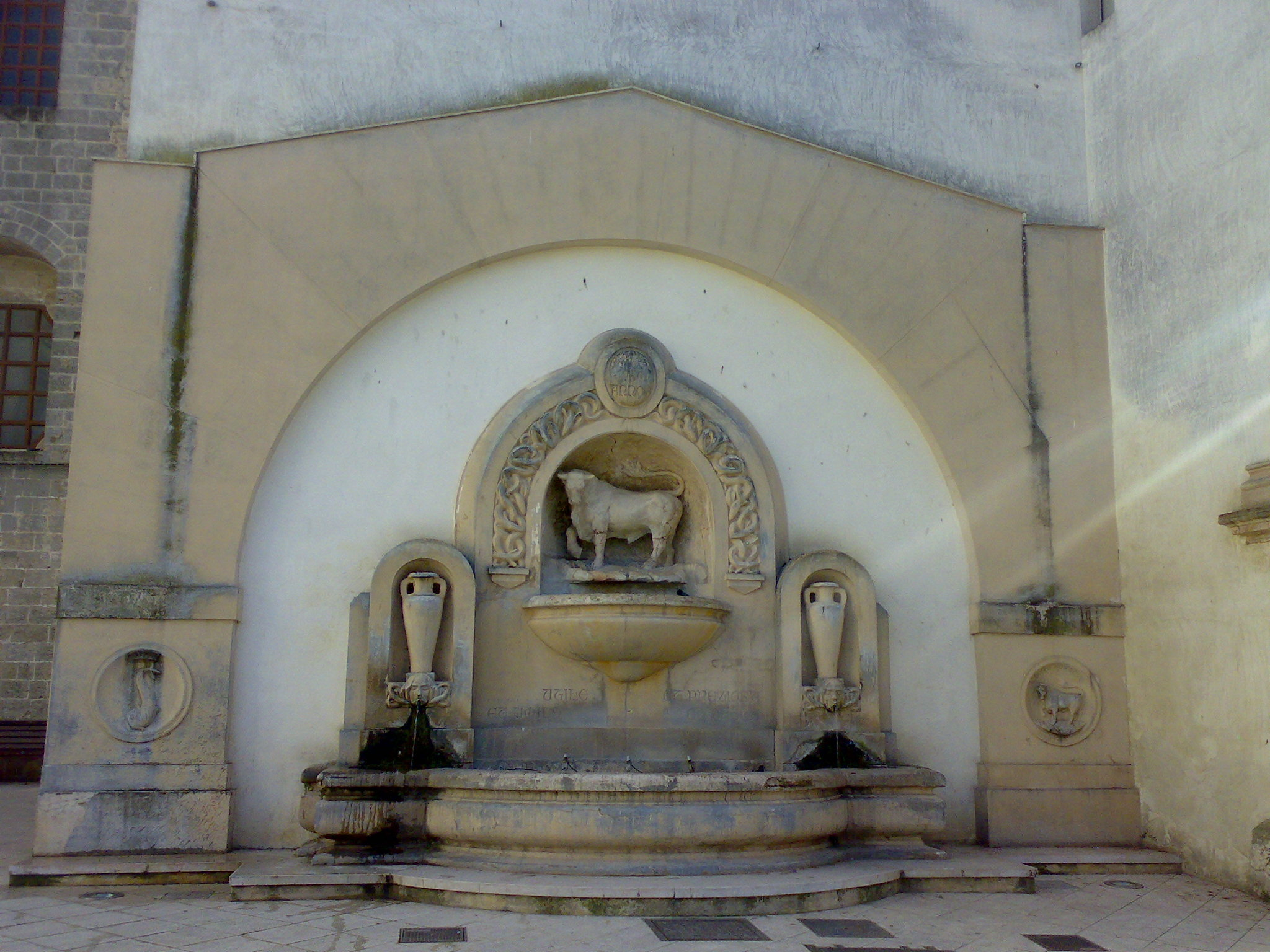
Fontana del Toro

La Fontana Del Toro, raffigurante un giovane e possente toro che scava con la zampa il terreno, venne realizzata nel 1930 dal maestro neretino Michele Gaballo e fu consegnata alla Città l'otto dicembre 1930 per l'inaugurazione della conduttura dell'Acquedotto Pugliese.
Il toro è incorniciato da una fascia decorativa con anguille intrecciate atte, probabilmente, a simboleggiare la purificazione dell'acqua. Questa, preziosissima, è raccolta nella vasca a sbalzo e versata a cascata in quella sottostante dove zampilla anche l'acqua proveniente dalle bocche dei due mascheroni posti sotto le anfore.
Nei tondi ai lati del monumento sono riprodotti lo stemma civico e l'emblema della Provincia di Lecce che sostituì l'originaria insegna fascista.

#### Tempio de L'Osanna

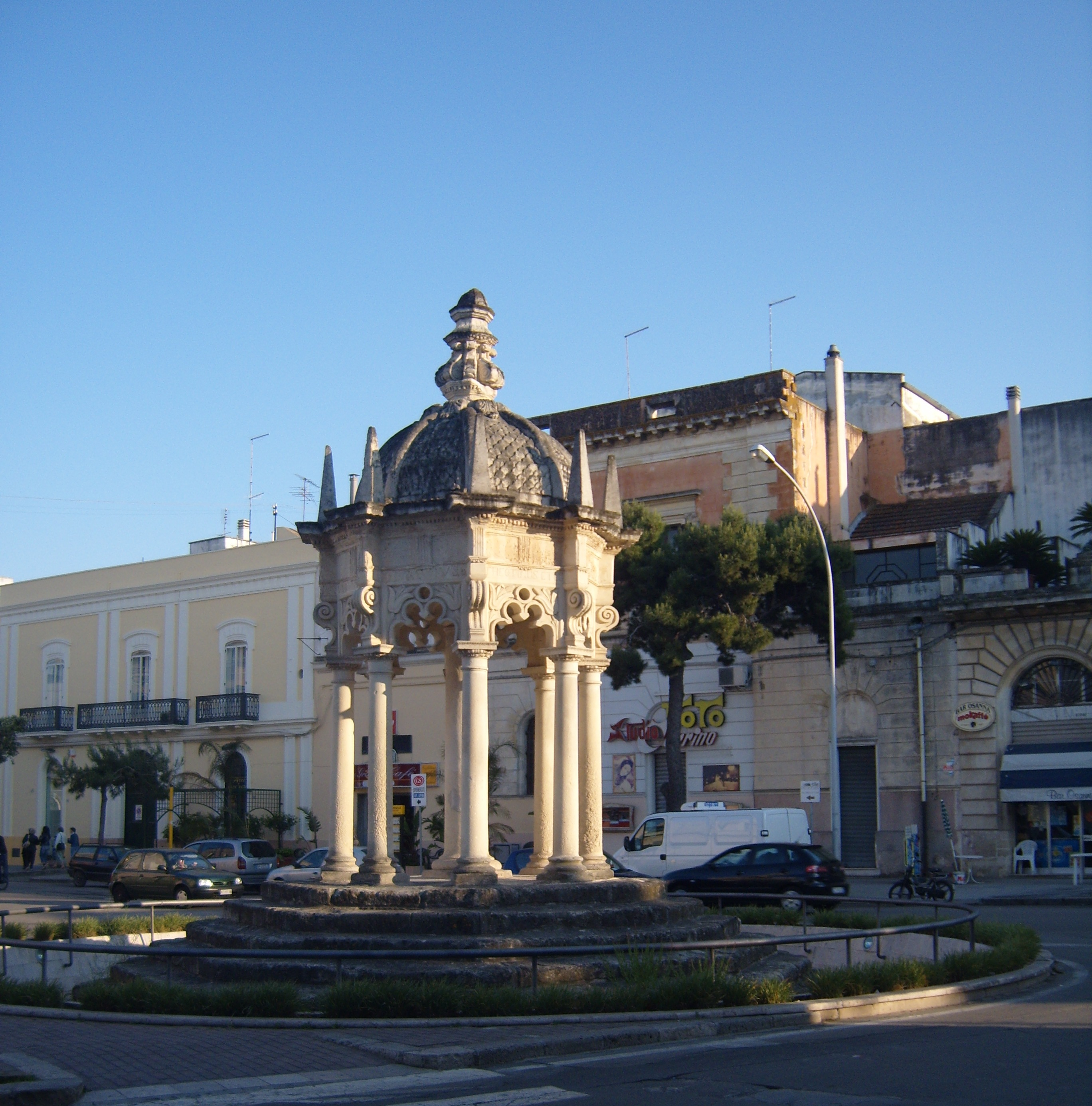
Tempio de L'Osanna

"Hoc Osanna ad Dei cultum a fundamentis aere erigendum curarunt Octavius Theotinus et Lupus Antonius Dimitri Sindaci 1603". Questo quanto si legge sul cornicione del particolarissimo tempietto dell'Osanna.
Eretto nel 1603 dai Sindaci Teotino e Dimitri nelle immediate vicinanze dell'ormai simbolica Porta San Paolo, è situato all'incrocio fra il viale che cinge il centro storico e quello che conduce a Lecce.
Ha pianta ottagonale con otto colonne congiunte da archetti polilobi oltre ad una colonna centrale a sostegno della cupola contenente le otto guglie ed è stato definito per la sua impostazione architettonica "ghotic revival".
Sin dalla sua edificazione fu utilizzato per la consacrazione nella Domenica delle palme e successivamente assunse un valore notevolmente importante per la benedizione delle campagne.
Rappresenta inoltre uno dei pochi monumenti neretini consegnatoci dall'epoca barocca.

#### Giardino Botanico Storico "Villa Comunale"
Il giardino del Castello, comunemente chiamato "Villa Comunale" è sicuramente - per la sua antica origine e per la suggestione della composizione scenica vegetale - uno dei giardini storici più belli e rappresentativi del territorio salentino. Il giardino è pertinenza della cinquecentesca residenza degli Acquaviva d'Aragona, passata poi alla famiglia Personè e dal 1936 sede del Municipio. Il giardino, nella seconda metà dell'Ottocento, fu impiantato nell'antico fossato da Generoso De Maglie, artificioso ed eclettico ingegnere che cambiò aspetto al Castello introducendo varie specie arboree (pini d'Aleppo, lecci, yucche) e un pregevole tempietto pavimentato da maioliche azzurre. L'impianto vegetale si presenta secondo uno stile a metà tra il giardino formale "all'italiana" - data l'articolazione dello spazio in aiuole cinte da siepi in forma obbligata - e il parco paesaggistico "all'inglese" per il fitto intrico di chiome su piani vari di specie tipicamente forestali come Pino d'Aleppo (Pinus halepensis) e Leccio (Quercus ilex).
Il Parco è stato di recente oggetto di restauro botanico conservativo con interventi colturali di risanamento e rivitalizzazione, improntati al rispetto delle stratificazioni nobili e alla valorizzazione nel senso dell'intento originario, che era quello di creare un "giardino dello stupore" ricco di forme vegetali rare (nuove per i tempi) e multiformi e policrome. Si è selezionata una varietà di essenze tale da contemperare l'esigenza compositiva e pittorica (del giardino) con quella scientifica-didattica (dell'orto botanico). Il progetto di restauro, nell'intento di valorizzare la flora locale senza escludere la possibilità di introdurre nuove specie di un dato ambiente, fa leva su tre temi dominanti rappresentati: dal Palmeto diffuso, in coerenza con il senso ispiratore originario di giardino di acclimatazione voluto per stupire gli ospiti con piante scenografiche e stilizzate; l'Evoluzione delle Piante, a valenza scientifica-didattica e le Macchie Mediterranee.
Tra le specie rare e pregiate superstiti spiccano:
- Justicia adhatoda - fam. Acanthaceae, originaria di India e Sri-Lanka;
- Malvaviscus arboreus mexicanus - fam. Malvaceae, originaria del Sud America;
- Livistona australis - fam. Palmae, elegantissima quanto rara - da noi - palma australiana.

Altre piante degne di nota, più comuni ma notevoli per dimensioni e vetustà:
- Yucca elephantipes, specie sudamericana;
- Washingtonia robusta, specie nordamericana;
- Pinus halepensis, il comune pino circumediterraneo;
- Schinus molle, detto comunemente Falso Pepe, originario del Sud America subtropicale;
- Phoenix dactilifera, nobilissima specie di palma nordafricana;
- Chamerops humilis, unica specie di palma autoctona italiana.

È stato introdotto, inoltre, l'HORTUS SALLENTI, una collezione di specie botaniche endemiche salentine.

### Aree naturali

#### Parco naturale regionale Porto Selvaggio e Palude del Capitano

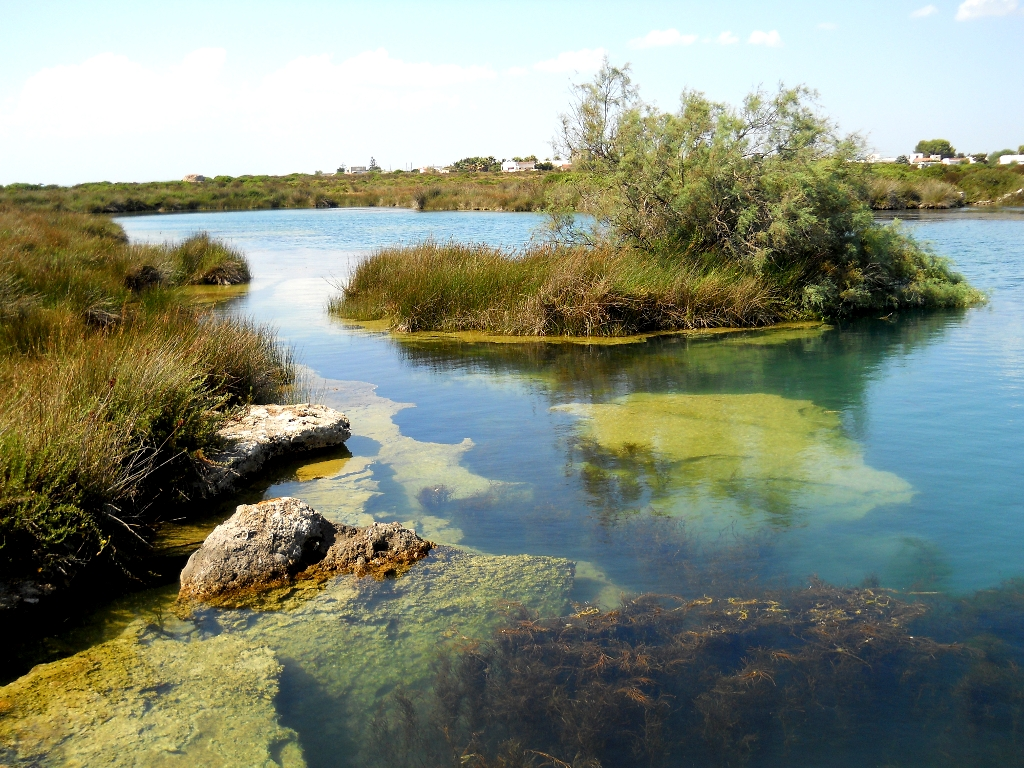
Palude del Capitano

Il parco naturale regionale Porto Selvaggio e Palude del Capitano, istituito con Legge Regionale n.6 del 15 marzo 2006, si estende su 1.122 ettari e ricade interamente nel comune di Nardò. Comprende 300 ettari di zona pinetata attrezzata e circa 7 chilometri di costa rocciosa e frastagliata. Nella parte settentrionale si estende il sito di interesse comunitario della Palude del Capitano, uno specchio d'acqua alimentato da acque dolci sorgive e da acque salmastre ospitante numerose specie di animali acquatici e rarissime specie vegetali come la Sarcopoterium spinosum, comunemente conosciuta con il nome di Spinaporci.
Nel Parco ricadono anche i Siti di Interesse Comunitario "Torre Uluzzo" e "Torre Inserraglio" e numerose aree di interesse storico, archeologico, paleontologico e paesaggistico come le torri costiere, le masserie di Torre Nova e dell'Alto (quest'ultima sorta nel XVI secolo sui resti di un antico monastero italo-greco e poi benedettino fondato nel 1125 e di cui resta la chiesa, rimaneggiata in epoca barocca, che conserva ancora un affresco della Madonna col Bambino), le grotte emerse e sommerse, il pianoro di Serra Cicora con i reperti risalenti al periodo neolitico e la località Frascone in cui i recenti scavi hanno evidenziato un insediamento di età romana imperiale.

### Reperti archeologici

#### Sito archeologico di Serra Cicora
Di notevole interesse storico e paesaggistico, il sito archeologico di Serra Cicora sorge su un ampio pianoro che si affaccia sulla costa ionica, visibile lungo il tratto di strada provinciale che da Sant' Isidoro (Nardò) conduce a Porto Selvaggio (Nardò)
Il sito è stato frequentato durante il neolitico e più precisamente in due fasi risalenti al VI e al V millennio a.C. In quest'ultima fase il pianoro è stato adibito a necropoli. Sul versante che guarda l'entroterra, il sito è cinto da un imponente muro a secco la cui costruzione è databile, almeno in parte, al neolitico antico. In un tratto ben conservato, infatti, al di sotto dei suoi massi di fondazione è stata rinvenuta una sepoltura risalente alla prima metà del VI millennio a.C. La necropoli di Serra Cicora ha restituito evidenze funerarie di varia tipologia tra le quali spicca una costruzione a secco di tipo megalitico contenente quattro individui. Frequenti sono le sepolture, singole o con più individui, racchiuse in circoli di pietre.
Non mancano, infine, quelle in fossa semplice. Il rituale funerario prevedeva che il defunto fosse deposto sul fianco destro in posizione rannicchiata e con lo sguardo rivolto a est. Al centro del pianoro è stata rinvenuta, inoltre, una singolare testimonianza: una piccola capanna rituale, probabilmente legata alle cerimonie funebri che sul sito si svolgevano, sulla cui soglia era deposto un individuo. Alcune sepolture contenevano pregiati oggetti di corredo quali, ad esempio, vasetti decorati con motivi a "S" e a spirale (stile Serra d'Alto); altre invece oggetti della quotidianità come elementi di falcetto e ciotole inornate; una, infine, una scapola di bue. Parte delle evidenze archeologiche di Serra Cicora possono essere visitate presso il Museo Castromediano di Lecce che, accanto ad alcuni oggetti di corredo, conserva la riproduzione a grandezza naturale della capanna rituale e della tomba di tipo megalitico.

#### Insediamento portuale di età messapica e repubblicana
Ubicato sul litorale ionico, a pochi km in direzione W dal centro di Nardò, il sito di Santa Caterina si configura come un approdo naturale che nel corso dei secoli, in concomitanza con il graduale accrescimento dell'insediamento abitativo neretino, venne fornito di veri e propri apprestamenti portuali e cinto da una cortina muraria. Tra i materiali più antichi, si registrano sporadici rinvenimenti di ceramiche protostoriche che possono indiziare una presenza antropica più o meno stabile ed organizzata in quest'area già nel periodo compreso tra l'età del Bronzo e la successiva età del Ferro. Risale al 1991, invece, l'importante scoperta di alcune antiche opere edilizie portate in luce in corrispondenza della battigia in seguito ad una violenta mareggiata. In particolare, sono stati individuati i resti in fondazione e parte dell'alzato di una muratura realizzata con piccoli blocchi squadrati allettati tramite l'impiego di terreno argilloso. L'area compresa all'interno del perimetro di queste strutture ha rivelato la presenza di un crollo di materiali di copertura (tegole) misto a pietre di piccole dimensioni e a frequenti tracce di bruciato (cenere). Relativamente al sistema di fortificazione, sono stati riconosciuti parte del fossato di età ellenistica (lunghezza 27 m circa, larghezza 4,5 m) ed un breve tratto in fondazione di un coevo muro a blocchi in opera isodomica (lunghezza 2,7 m). I materiali fittili associati alle opere infrastrutturali sopra descritte testimoniano un'occupazione più o meno continuativa del sito nell'arco cronologico compreso tra V e I sec. a.C. e consentono di distinguere due principali fasi di utilizzazione dei servizi portuali: la prima si estende approssimativamente dalla seconda metà del IV sec. a.C. alla prima metà del secolo successivo, mentre la seconda interessa la tarda età repubblicana (II-I sec. a.C.). Le classi ceramiche maggiormente rappresentative tra quelle attestate a Santa Caterina sono la ceramica attica, quella a vernice nera e quella a fasce. Destano interesse, inoltre, i numerosi esemplari anforari, che documentano in maniera diretta ed inequivocabile le intense attività commerciali svolte in antico all'interno dell'insediamento: prevale la tipologia delle anfore greco-italiche (IV-III sec. a.C.), mentre risultano abbastanza rare le produzioni apule.

#### Insediamento rupestre delle "Tagliate"
L'insediamento rupestre in località "Tagliate" conta diverse grotte collocate lungo i due costoni rocciosi di una cava di tufo ampia circa 9 ettari e profonda rispetto al livello del pianoro circostante in media poco più di 2 m; è ubicato presso la strada vicinale che da Nardò conduce alla Masseria Morige (Galatone), in quello che nel passato era il feudo di Pompiliano. Sul ciglio della strada e al limite del costone roccioso si trovano i ruderi di una chiesetta voltata a botte e munita di campanile a vela, che conservava presso la parete dell'altare, ormai crollata, un affresco ritraente una Madonna con Bambino risalente, molto probabilmente, al XIII secolo; l'edificio fu parzialmente abbattuto da un fulmine nel 1976. Le tipologie presenti sono nettamente differenziate tra i due costoni, e viste nell'insieme le varie cripte dell'insediamento presentano una complessità di aspetti ed una varietà morfologica notevole. Nello spalto roccioso sottostante la chiesa, quello nord-orientale, su un fronte di circa 75 m si aprono 3 vani (oltre a parte di un ulteriore vano per lo più demolito) scavati in forma regolare, monoambienti, alti poco più di un paio di metri, con nicchie e croci incise all'interno. I vani su questo lato dell'avvallamento ripropongono una tipologia piuttosto omogenea, con le pareti ricavate nel banco tufaceo e la chiave di volta chiusa mediante una fila di conci in tufo; l'ambiente C, più grande e in posizione centrale rispetto all'insediamento, e probabilmente anche quello B, potrebbero avere avuto una destinazione cultuale. L'ultima struttura su questo lato del complesso è una cisterna, in parte scavata nel tufo ed in parte edificata, di forma parallelepipeda, probabilmente più recente rispetto agli altri vani dello stesso costone roccioso. Tra i diversi ambienti si vedono scalette ricavate nella roccia e vasche per la raccolta delle acque piovane. Sul versante sud-occidentale del costone roccioso si aprono altri due gruppi di grotte, ognuno costituito da tre unità. Qui le tipologie sono più eterogenee, con episodi più antichi ed altri moderni: si individuano due vani a pianta circolare con copertura a trullo, quattro ambienti rettangolari con volta in conci di petra (più o meno simili a quelli dello spalto nord-orientale), ed una grotta interamente scavata nella roccia, oltre ad alcuni probabili forni. Tutti gli ambienti presentano nicchie ed alcove all'interno, mentre sugli stipiti e sugli architravi sono incise numerose croci greche.

## Società

### Evoluzione demografica
Abitanti censiti

### Etnie e minoranze straniere
Al 31 dicembre 2020 a Nardò risultano residenti 740 cittadini stranieri. Le nazionalità principali sono:

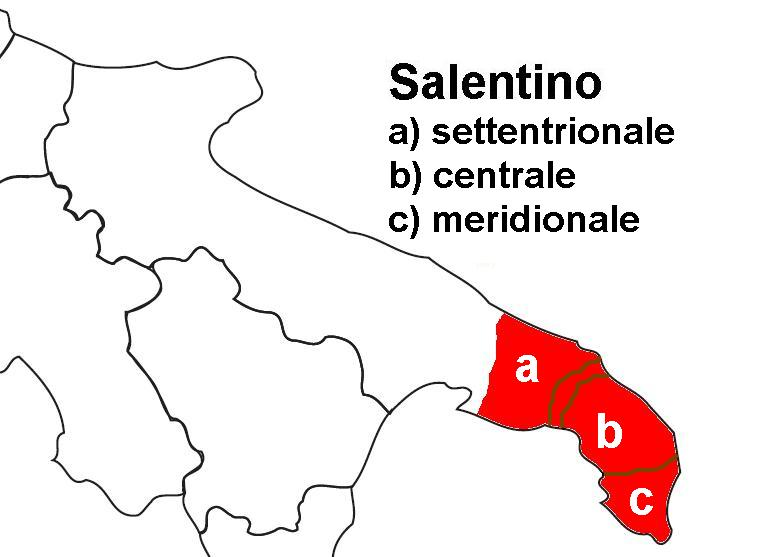
Diffusione del dialetto salentino

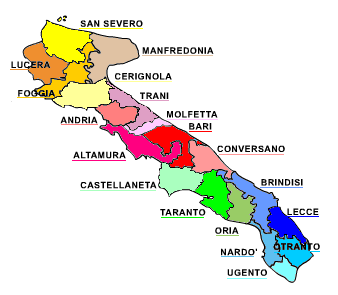
Regione ecclesiastica della Puglia

- Romania - 231
- Marocco - 67
- Tunisia - 51
- Cina - 51
- Albania - 44
- Polonia - 28
- Francia - 26
- Regno Unito - 22
- Germania - 20

### Lingue e dialetti
Oltre alla lingua italiana, a Nardò è parlato il dialetto salentino nella sua variante centrale che corrisponde al dialetto leccese. Sebbene simile per pronuncia e per la maggior parte dei termini al resto dei dialetti salentini, presenta numerose "anomalie". Vi sono infatti termini italiani che in quasi tutto il dialetto salentino trovano la stessa traduzione, mentre nel dialetto neretino trovano una traduzione differente, quasi unica.
Inoltre, differentemente da quanto accade per i dialetti dei paesi confinanti, ad esempio Porto Cesareo, Copertino, Leverano, i quali tra loro hanno stessa pronuncia e stessi termini, il dialetto neretino sembra quasi essere un caso a parte. La sostanziale differenza si trova nella desinenza dei verbi all'indicativo presente e all'imperfetto delle 3° persone plurali.
Nel primo caso (verbi al presente) mentre in quasi tutto il territorio salentino è usata la desinenza -ne (bruciane = bruciano; cucinane = cucinano),  a Nardò come ad Avetrana, ultimo paese del tarantino, è usata la desinenza -nu (brucianu, cucinanu).
Nel secondo caso, mentre a Lecce è usata la desinenza -bu (facitibu = fatevi; spustatibu = spostatevi), nei paesi del basso Salento è usata la desinenza -ve (facitive = fatevi; spustative = spostatevi) a Nardò è usata la desinenza -be (facitibe = fatevi; spustatibe = spostatevi). Altra particolarità è il dialetto galatone, dove si usa dire facitibbe = fatevi, spustatibbe = spostatevi.

### Religione
Nardò è sede della diocesi di Nardò-Gallipoli (in latino Dioecesis Neritonensis-Callipolitana), suffraganea dell'arcidiocesi di Lecce appartenente alla regione ecclesiastica Puglia, retta dal 16 luglio 2013 dal vescovo Fernando Filograna.
La diocesi nacque il 30 settembre 1986 quando alla diocesi di Nardò, eretta il 13 gennaio 1413, fu unita la diocesi di Gallipoli, che era stata eretta nel VI secolo.

## Cultura

### Istruzione

#### Biblioteche
- Biblioteca Comunale Achille Vergari, contiene circa 75 000 volumi di diverse epoche[38]
- Biblioteca del Centro regionale servizi educativi e culturali. CRSEC LE/41, contiene circa 15 000 volumi[39]

#### Scuole
A Nardò sono presenti tre poli didattici che comprendono varie Scuole dell'Infanzia e Primarie e due Scuole Secondarie di primo grado. Sono presenti, inoltre, varie Scuole Secondarie di secondo grado

#### Università
Hanno sede a Nardò:
- Istituto Scienze Religiose "S. Gregorio Armeno"[41]
- Università delle Tre Età Unitre[42]

### Musei

#### Museo della Memoria e dell'Accoglienza
Il Museo della Memoria e dell'Accoglienza realizzato su progetto dell'Architetto Luca Zevi è stato inaugurato nel 2009 alla presenza del Rabbino Capo di Roma ed Accoglie:
- Documenti fotografici e video
- Una sala multimediale
- Una biblioteca ed emeroteca
- Tre murales

Il materiale raccolto risale al periodo che va dal 1943 al 1947, inizialmente conservato presso l'Archivio storico di Nardò ed illustra la storia dei 150.000 profughi ebrei che scampati all'olocausto, trovarono accoglienza nella frazione di Santa Maria al Bagno che allestirono il Campo Santa Croce per ospitare gli ebrei. Nardò inoltre, è gemellata con la città di Hof-Hacarmel Atilit, in Israele, in cui si rifugiarono parte dei profughi scampati agli stermini. Un murales venne realizzato dall'ebreo rumeno Zivi Miller, anch'egli profugo e reduce dai campi di concentramento. Le opere illustrano la sofferenza ed il dolore riguardante lo sterminio del popolo ebraico, mediante l'uso del colore grigio, senza uso di porte e finestre.

#### Museo del Mare
Il Museo del Mare raccoglie delle anfore ritrovate vicino alla costa all'interno delle navi romane

#### Museo Archeologico dei Ragazzi
- Nel Museo Archeologico dei Ragazzi la conoscenza della preistoria avviene mediante attività di manipolazione e costruzione di oggetti. Il Museo pertanto, si presenta come Museo tattile i cui oggetti vengono ricostruiti per mezzo della archeologia sperimentale, con la guida di un operatore. L'esposizione comprende un Archeo-park in cui sono illustrati le varie fasi abitative della preistoria. Il Museo realizza le seguenti attività rivolte ai ragazzi:
- Laboratori di archeologia sperimentale
- Laboratori di simulazione e di ruolo
- Costruzione di plastici
- Visite guidate sul territorio
- Museo itinerante
- Campi scuola estivi.

#### Museo Diocesano

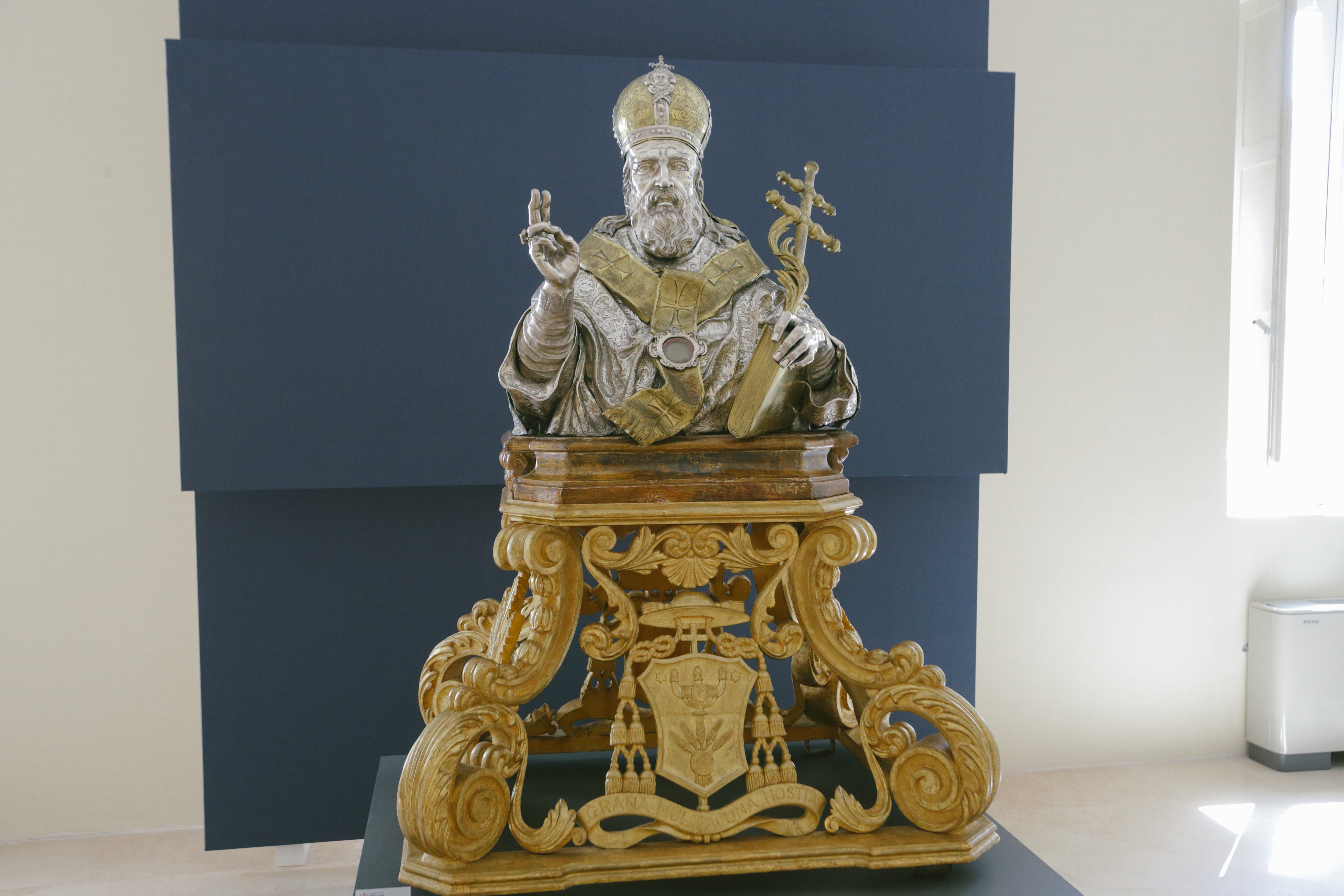
Museo Diocesano Nardò - Busto di San Gregorio Armeno (1716).

Il 7 giugno 2017 è stato inaugurato il Museo Diocesano di Nardò intitolata a “Mons. Aldo Garzia”, primo vescovo della nuova circoscrizione diocesana di Nardò-Gallipoli, ideatore del Centro Diocesano Beni Culturali, medaglia d’oro ai benemeriti della cultura e dell’arte. È allocato al primo piano dell’antico Seminario di Nardò, in piazza Pio XI, e dispone di uno spazio espositivo molto ampio con 7 grandi sale e due corridoi, oltre i servizi (biglietteria, libreria, servizi igienici, depositi, sala per il restauro). L’edificio comprende costruzioni di epoche diverse, che in passato hanno ospitato l’Ospedale cittadino e, dal 1674 al 1964, il Seminario Diocesano. A piano terra, oltre alcuni uffici della Curia Diocesana, vi è la prestigiosa Biblioteca Diocesana “Mons. Antonio Sanfelice”, una sala per convegni, il lapidario del Museo sistemato nel chiostro, a sua volta destinato a luogo di socializzazione e ristorazione. Nel piano ammezzato è collocato l’importante Archivio Storico Diocesano/sezione di Nardò “Mons. Domenico Caliandro”. Nel Museo è confluito il notevole patrimonio storico-artistico del Tesoro della Cattedrale dell'Assunzione di Maria Vergine, che data a partire dal 1099, insieme con altre opere provenienti da diverse chiese della città e della diocesi di Nardò, allestite in linea di massima secondo il criterio cronologico.

#### Museo della Preistoria di Nardò
All'interno del Museo della Preistoria di Nardò, situato nell'ex convento di Sant'Antonio di Padova, è possibile fruire di gran parte dei reperti provenienti dalle ricerche archeologiche condotte, a partire dai primi anni Sessanta del secolo scorso, presso tutte le grotte site nel Parco Naturale Regionale di Porto Selvaggio e Palude del Capitano.
L'alta concentrazione di grotte frequentate dall'uomo nel corso del Paleolitico (grotte e ripari di Capelvenere, Marcello Zei, Torre dell’Alto, Cavallo, Uluzzo C, Uluzzo, Bernardini e Serra Cicora A), rende il Parco un contesto unico per la ricchezza dei paesaggi e la storia dell'Uomo, che ora vengono studiati e raccontati all'interno del Museo. Tale ricchezza permette di affrontare temi riguardanti i cambiamenti climatici e la trasformazione dei paesaggi organizzati da Homo neanderthalensis prima e da Homo sapiens poi, a partire da almeno 150 000 anni fa. Nel museo si possono osservare, inoltre, una collezione di fauna marina del periodo Cretaceo (circa 70-75 milioni di anni fa), provenienti dai giacimenti fossiliferi di Nardò.
Lo spazio espositivo è organizzato nelle seguenti sezioni:
- l'evoluzione del territorio costiero;
- il contributo della ricerca archeologica nella crescita del territorio e l'esperienza del Gruppo Speleologico Neretino[48];
- l'evoluzione e la diffusione dell'Uomo;
- le tracce delle frequentazioni umane nel Paleolitico neretino;
- il Neolitico e l'Età del bronzo nel contesto neretino;
- il laboratorio di restauro e studio dei reperti.

Tra i reperti di maggiore rilievo il Museo conserva resti osteologici di Homo sapiens risalenti a circa 45 000 anni fa, i più antichi fossili degli “uomini anatomicamente moderni” che si diffusero in tutto il continente europeo.

#### Museo della Civiltà Contadina e delle Tradizioni Popolari - Nardò Sparita
Il Museo presenta una raccolta di strumenti, attrezzi da lavoro, documenti fotografici, oggetti e arredi di una Nardò nella sua civiltà contadina. Il museo è suddiviso in cinque sezioni ed è collocato all'interno del Castello Acquaviva principalmente nel torrione detto dell'innamorato.

### Cinema
La città di Nardò ha ospitato il set di alcuni film, tra i quali:
- La posta in gioco
- L'immagine del desiderio
- Il padre delle spose
- La terra
- Cugini carnali
- L'Anima Gemella
- Il peccato e la vergogna 2
- Il Prefetto di Ferro
- Walking on Sunshine
- Sei mai stata sulla luna?
- Una donna contro tutti - Renata Fonte
- School of Mafia

### Cucina
La cucina locale non si differenzia in modo significativo da quella del Salento.

#### Vini
- Nardò rosso
- Nardò rosso riserva
- Nardò rosato

## Geografia antropica

### Frazioni
Una delle frazioni più popolose del comune di Nardò è Santa Maria al Bagno.

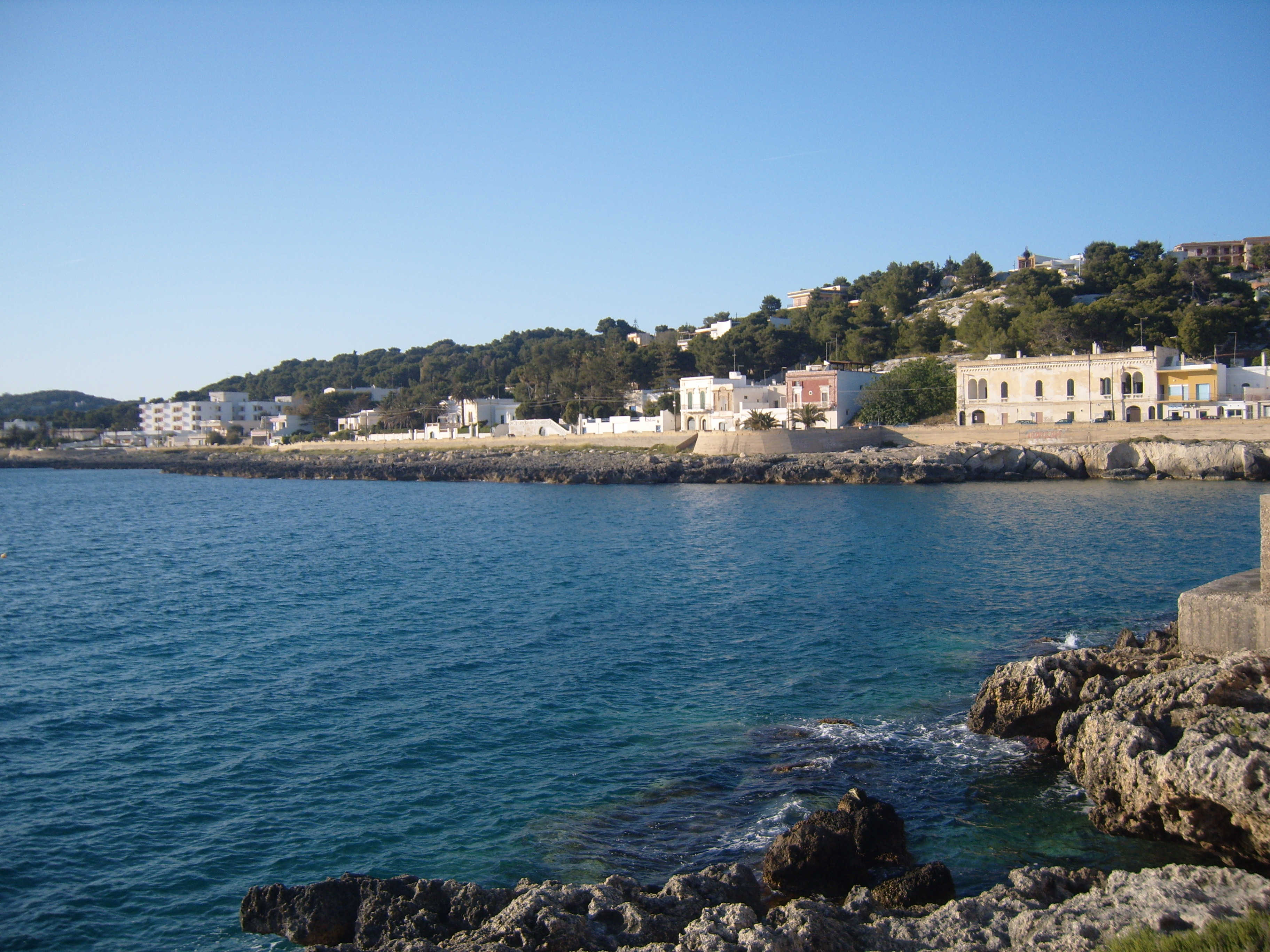
Costa di Santa Maria al Bagno

#### Santa Maria al Bagno
Santa Maria al Bagno è situata sulla costa ionica a 8 m s.l.m. È posizionata a sud-ovest del comune capoluogo e dista da esso 7,5 km. La frazione si sviluppa inizialmente come un piccolo borgo di pescatori abitato in seguito anche dai Messapi.
Nel 272 a.C., cadde, come tutto il Salento, sotto il controllo dei Romani che qui realizzarono il porto Emporium Nauna, gli edifici termali con le vasche per i bagni. Nel XII secolo era presente l'importante dimora dei Cavalieri Teutonici costituita da un'abbazia e un grande monastero. Nel medioevo dopo ripetuti attacchi e saccheggi da parte di pirati e Saraceni venne progressivamente abbandonata. Nel XVI secolo, Carlo V d'Asburgo nell'ambito del programma di difesa delle coste, fece costruire la Torre del Fiume di Galatena. Dopo secoli di abbandono, sul finire del XIX secolo, cominciarono a sorgere residenze signorili, utilizzate soprattutto come residenze estive da parte delle famiglie nobili neretine, attrezzandola come località balneare e di villeggiatura. Tra il 1943 e il 1947 Santa Maria al Bagno ospitò oltre centomila Ebrei scampati ai campi di sterminio nazisti e in viaggio verso il nascente Stato di Israele.

### Altre località del territorio
- Boncore
- Cenate
- Corsari
- Pagani
- Pendinello
- Pittuini
- Roccacannuccia
- Santa Caterina
- Sant'Isidoro
- Torre Inserraglio
- Villaggio Resta

## Economia
Nell'ambito dell'economia regionale i settori tradizionali dell'economia neretina sono:
- Agricoltura. Coltura dell'ulivo e produzione di l'olio d'oliva da frantoi. Coltura della vite per uva da tavola, da taglio e da vino. Cantine con vini pregiati locali. Inoltre produzione di pomodori, patate, angurie, meloni, primizie e ortaggi tradizionali.
- Allevamento in particolare di ovini per la produzione di formaggi.
- Artigianato: lavorazione della pietra di Carparo, del vetro e dell'arredamento.
- Edilizia;
- Industrie: meccanica, scatolificio, produzione di segnaletica, tessile.
- Commercio con caratteristiche botteghe storiche con prodotti tipici del Salento, alimentari e artigianali.
- Pista di collaudo autovetture proprietà Porsche (Ex San FIAT).
- Turismo. Settore molto sviluppato sulla costa e nell'entroterra nei centri storici. Località note sono: Santa Maria al Bagno, Santa Caterina, il parco naturale regionale Porto Selvaggio e Palude del Capitano, Torre Inserraglio.

Nel 2007, 2008, 2009, 2010 e 2019 la città ha conseguito il riconoscimento delle cinque vele di Legambiente.

## Infrastrutture e trasporti

### Strade
Le principali direttrici stradali di Nardò sono:
- Strada statale 101 Salentina di Gallipoli Lecce-Gallipoli

Il centro è anche raggiungibile dalle strade provinciali interne:
- Strada provinciale 17 Santa Maria al Bagno-Nardò-Copertino
- Strada provinciale 19 Nardò-Strada statale 101-Collemeto
- Strada provinciale 115 Nardò-Leverano
- Strada provinciale 129 Nardò-Santa Caterina
- Strada provinciale 359 Galatone-Nardò-Avetrana

#### Piste
Nei pressi della città di Nardò è presente una pista per effettuare vari test su auto, moto e camion. Realizzata negli anni cinquanta come pista di collaudo della FIAT, è oggi proprietà del Gruppo Volkswagen. Viene utilizzata soprattutto per sperimentare nuove soluzioni, prove di durata, di velocità massima, di rumorosità e di consumo.
La pista principale ha una forma perfettamente circolare con un diametro di 4 km ed una circonferenza di 12,5 km, la carreggiata è inclinata in modo da non rendere necessario l'uso del volante fino alla velocità di 240 km/h.
Ad essa si è aggiunto, nel 2008, il tracciato handling lungo 6 222 metri, con 16 curve.

### Ferrovie
Il comune di Nardò è servito da due stazioni ferroviarie delle Ferrovie del Sud Est; la stazione Nardò Città, posta sulla linea Novoli-Gagliano del Capo che la mette in comunicazione con l'entroterra del Salento e la stazione Nardò Centrale, posta, oltre che sulla già citata linea Novoli-Gagliano del Capo, anche sulla linea Lecce-Gallipoli che la mette in comunicazione con la stazione di Lecce, attraverso la quale si arriva all'interconnessione con la rete nazionale della rete ferroviaria statale di competenza di Rete Ferroviaria Italiana.

## Amministrazione
Di seguito è presentata una tabella relativa alle amministrazioni che si sono succedute in questo comune.
| Periodo          | Periodo          | Primo cittadino          | Partito                     | Carica              | Note   |
| ---------------- | ---------------- | ------------------------ | --------------------------- | ------------------- | ------ |
| 1985             | 1987             | Giovanni Però            | Democrazia Cristiana        | Sindaco             | [ 53 ] |
| 1987             | 1988             | Riccardo Leuzzi          | Democrazia Cristiana        | Sindaco             | [ 53 ] |
| 5 dicembre 1988  | 6 giugno 1992    | Cosimo Sasso             | Democrazia Cristiana        | Sindaco             | [ 53 ] |
| 26 agosto 1992   | 18 novembre 1993 | Nicola Borgia            | Democrazia Cristiana        | Sindaco             | [ 53 ] |
| 18 novembre 1993 | 29 giugno 1994   | Nicola Russo             |                             | Comm. pref.         | [ 53 ] |
| 29 giugno 1994   | 25 maggio 1998   | Antonio Benedetto Vaglio | -                           | Sindaco             | [ 53 ] |
| 25 maggio 1998   | 5 aprile 2001    | Gregorio Dell'Anna       | centro-destra               | Sindaco             | [ 53 ] |
| 5 aprile 2001    | 11 giugno 2002   | Nicola Prete             |                             | Comm. straordinario | [ 53 ] |
| 12 giugno 2002   | 12 giugno 2007   | Antonio Benedetto Vaglio | centro-sinistra             | Sindaco             | [ 53 ] |
| 12 giugno 2007   | 1º ottobre 2010  | Antonio Benedetto Vaglio | centro-sinistra             | Sindaco             | [ 53 ] |
| 1º ottobre 2010  | 11 luglio 2011   | Giovanni D'Onofrio       |                             | Comm. straordinario | [ 53 ] |
| 3 giugno 2011    | 5 giugno 2016    | Marcello Risi            | lista civica                | Sindaco             | [ 53 ] |
| 5 giugno 2016    | 4 ottobre 2021   | Giuseppe Mellone         | Coalizione civica di destra | Sindaco             | [ 53 ] |
| 4 ottobre 2021   | in carica        | Giuseppe Mellone         | Coalizione civica di destra | Sindaco             | [ 53 ] |

### Gemellaggi
La città è gemellata con:
- Fiorano Modenese - provincia di Modena
- Conversano - città metropolitana di Bari
- Gyumri - Armenia
- Atri - provincia di Teramo
- Zitsa - Grecia
- Noto - libero consorzio comunale di Siracusa

## Sport
La principale squadra di calcio della città è l'Associazione Calcio Nardò, meglio nota come Nardò, fondata nel 2014 grazie al rilevamento del titolo sportivo del Copertino. Il campo da gioco è lo stadio comunale Giovanni Paolo II.
Nel comune hanno sede anche la società di pallacanestro Nardò Basket, che disputa il campionato di Serie A2. Sono anche presenti due società di pallavolo Dream Team Volley Nardò ed Esseti Pallavolo Nardò.
Si svolgono inoltre varie attività dilettantistiche: triathlon, softair, tennis e tennistavolo.